# Lista pojęć związanych z wrestlingiem
Poniżej znajduje się lista pojęć związanych z wrestlingiem. Ta rozrywka sportowa posiada wiele terminów charakterystycznych tylko dla niej. W początkowych latach istnienia wrestlingu wiele z przedstawionych sformułowań było znanych wyłącznie przez zawodników i osoby bezpośrednio związane z organizacją show, a określenia te służyły przede wszystkim do porozumiewania się w obecności osób z zewnątrz. W ostatnich latach ogólnodostępność Internetu pozwoliła na wzrost popularności tych terminów. Części z nich używa się tylko w aspektach finansowych, zaś reszty odnośnie do samych zawodników i ich walk.

## A

### A-show

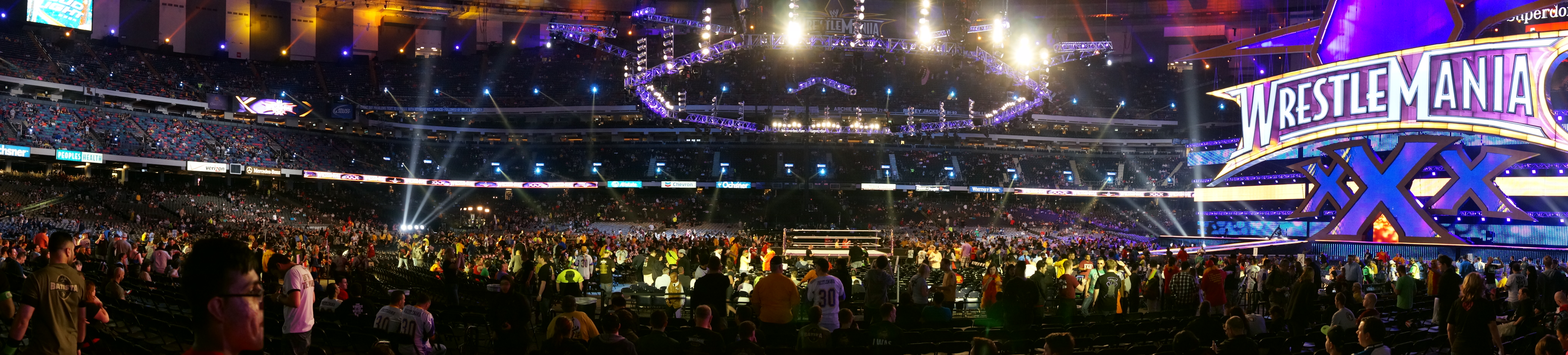
WrestleMania jest największym z A-shows WWE.

Gala wrestlingu, na której rywalizują ze sobą największe obecne gwiazdy federacji.

### A-team
Grupa najlepszych zawodników federacji, którzy występują na A-show.

### Abort
Nagłe zakończenie feudu, angle’a lub gimmicku bez podania oficjalnej przyczyny, najczęściej z powodu braku zainteresowania fanów.

### Agent
Pracownik organizacji, często emerytowany weteran ringu, który pomaga zawodnikom układać pojedynki, planuje fabułę oraz przekazuje informacje od tak zwanych bookerów. Często działa jako łącznik pomiędzy zapaśnikami a kadrą zarządzającą wyższego szczebla. Czasami dba o trening i naukę młodych wrestlerów, którym często nie szczędzi słów krytyki. Przez niektóre organizacje agenci określani są jako producenci.

### Alliance
Wspólna relacja (sojusz) pomiędzy dwoma lub więcej wrestlerami, którzy walczą wspólnie w tag teamach lub indywidualnych walkach. Sojusze są formowane często z konkretnego powodu, np. w celu zdobycia tytułów mistrzowskich lub pozbycia się innej grupy wrestlerów.

### Angle
Fikcyjny storyline. Angle zaczyna się zwykle atakiem jednego zawodnika na drugiego (fizycznym lub psychicznym), co doprowadza do feudu. Scenariusz angle’a może przewidywać jedną walkę lub nawet wieloletnią rywalizację.

### Apter mag
Staroszkolny magazyn profesjonalnego wrestlingu, który trzyma się zasad kayfabe. Termin pochodzi od współpracy magazynu z Billem Apterem, np. w przypadku Pro Wrestling Illustrated.

## B

### B-show
Wydarzenie, w którym rywalizują ze sobą zawodnicy znajdujący się „w środku stawki” w danej federacji. Czasami uczestniczą w nim dobrze znani zapaśnicy, którzy powracają po nieobecności lub kończą swoje kariery.

### B-team
Grupa zawodników występujących w B-Show. Zazwyczaj rywalizują oni w tym samym czasie co zawodnicy z A-Team, ale w innej arenie. Czasem zdarza się, że federacja organizuje galę z zawodnikami z B-Teamu, aby przebadać nowy rynek.

### Babyface
→ Face

### Beat down

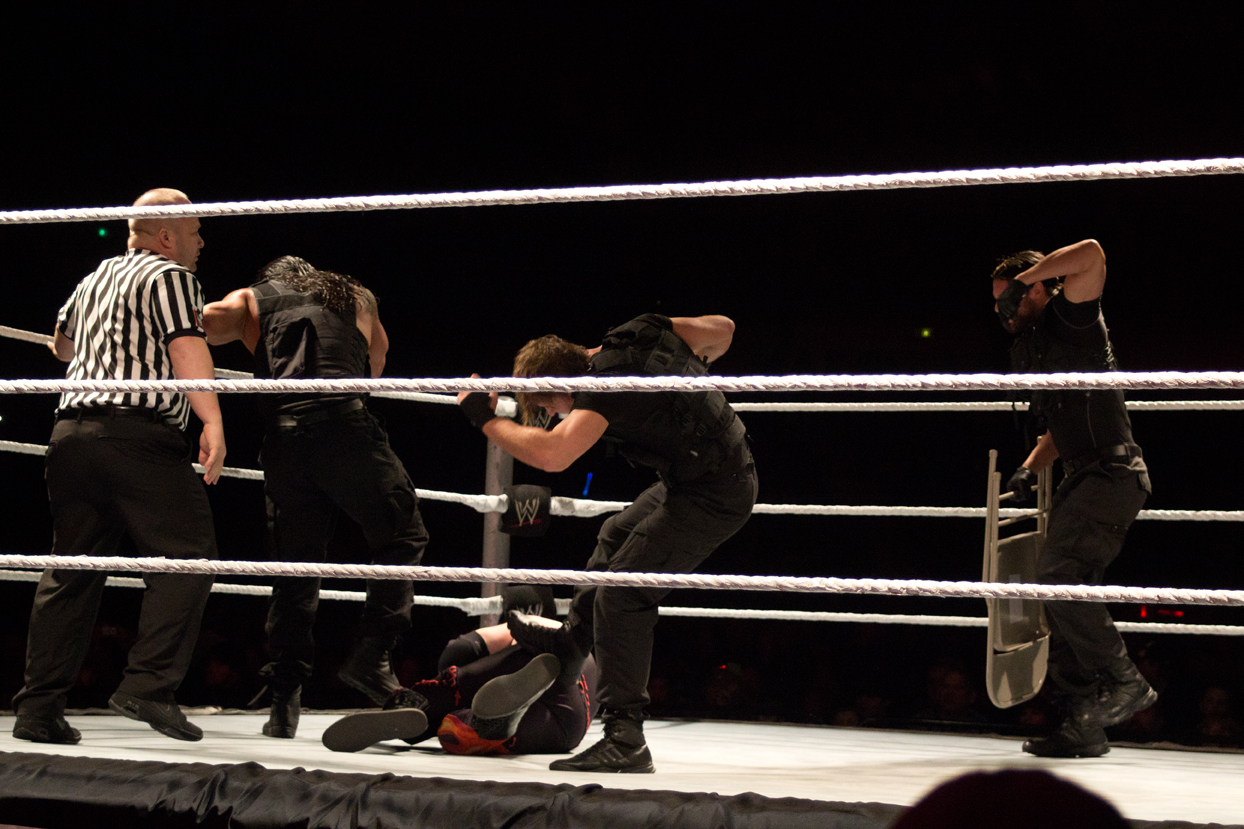
Przykład beat downu – The Shield atakują Kane’a.

Sytuacja, w której wrestler zostaje zaatakowany najczęściej przez kilku przeciwników, co doprowadza do jednostronnej walki kończącej się dłuższym ogłuszeniem atakowanego zawodnika.

### Blading

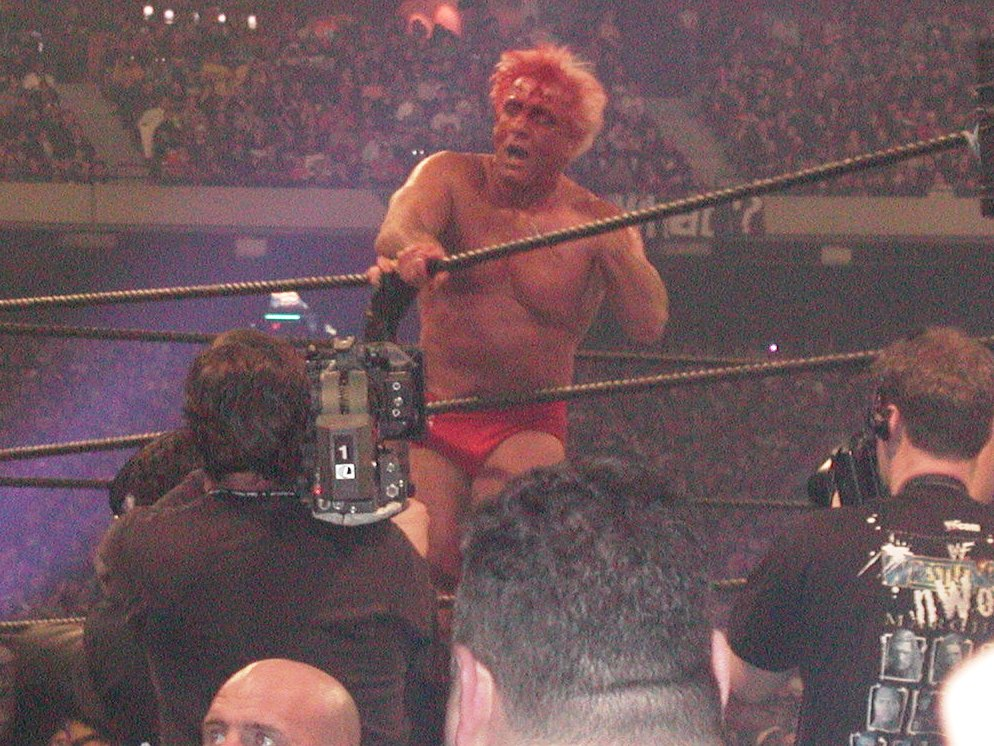
Przykład bladingu – Ric Flair na WrestleManii X8.

Zamierzone rozcięcie skóry, wywołujące krwawienie u wykonującego je zawodnika.

### Blind
Sytuacja, gdy sędzia nie widzi obecnej sytuacji na ringu, co najczęściej jest wykorzystywane przez heeli do nieprzepisowej interwencji w pojedynek.

### Blind tag
Zmiana w meczu tag-teamowym, którą wrestler znajdujący się w ringu wykonuje bez swojej wiedzy lub świadomości. Określenie to odnosi się także do sytuacji, w której to przeciwnik wykonującego zmianę nie jest świadom tego, że ona nastąpiła. Wystawia go to na blindside attack. Najczęściej dochodzi do takiej sytuacji, kiedy zawodnik walczący w ringu zostaje z niego wyrzucany przez liny lub jest spychany do własnego narożnika.

### Blown spot
→ Missed spot.

### Blow off
Finałowa walka feudu. Czasem jest to ostatnia walka w federacji dla jednego lub więcej wrestlerów.

### Blow up
Sytuacja, w której wrestler jest bardzo wyczerpany podczas walki.

### Book
Ustalenie oraz wprowadzenie do karty gali danego wydarzenia. Osoba zajmująca się układaniem pojedynków oraz pisaniem storyline’ów określana jest jako „booker”. Jest to odpowiednik scenarzysty. Określenie to czasem odnosi się także do osoby, która rekrutuje i/lub zatrudnia talenty do pracy w danej federacji. Terminu „booking”, wrestlerzy używają także do określenia zaplanowanego pojedynku czy wystąpienia podczas show.

### Booker
Osoba zajmująca się układaniem pojedynków oraz pisaniem storyline’ów, wykonująca tzw. „booking”.

### Botch

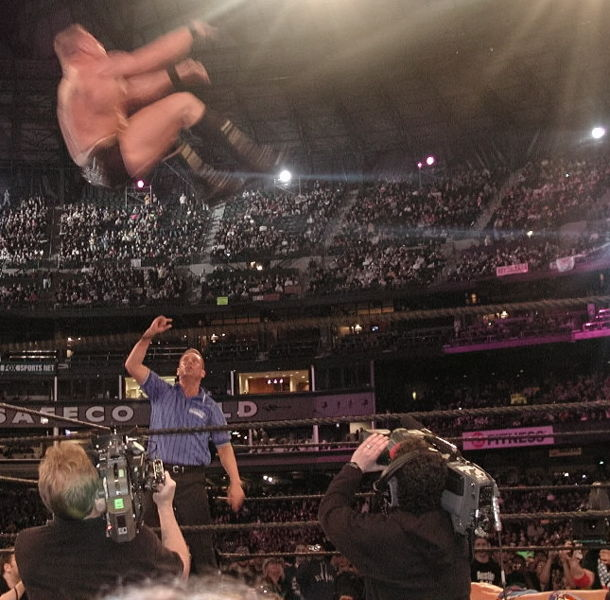
Słynny botch Brocka Lesnara na WrestleManii XIX – podczas wykonywania Shooting Star Press Lesnar wylądował na głowie doznając obrażeń karku.

Wykonanie spotu w sposób inny, niż pierwotnie planowany, w wyniku pomyłki, złej oceny sytuacji lub wypadku. Większość takich sytuacji jest niegroźna, zazwyczaj zawodnik zahacza o liny lub upada przed przeciwnikiem. Niektóre źle wykonane akcje mogą się jednak skończyć poważnymi kontuzjami, a nawet śmiercią.

### Brand
Formuła organizacji WWE w latach 2002–2011 i od 19 lipca 2016. Federacja jest podzielona na trzy brandy (dwa główne: Raw i SmackDown oraz brand rozwojowy NXT). Do brandu zalicza się własna tygodniówka (odziedziczona po swojej nazwie, przykładowo tygodniówka Raw), pasy mistrzowskie, roster wrestlerów i wrestlerek, zespół komentatorski, pracownicy z zaplecza, a także własne gale pay-per-view.

### Brawl
Bójka pomiędzy zawodnikami, która nie ma miejsca podczas walki.

### Broadway
Czasowa, krótkotrwała popularność danego wrestlera.

### Bump
Przyjęcie akcji, która wiąże się z upadkiem z pewnej wysokości na matę.

### Burial/bury
Zaplanowane działania w celu obniżenia popularności lubianego przez fanów wrestlera. Odbywa się to poprzez działania promotora lub bookera zmuszające wrestlera do udziału w walkach typu squash, ciągłe porażki i/lub udział w mało interesujących feudach. Wrestler traci zaufanie ze strony organizacji, może otrzymać niepopularny gimmick, który powoduje spadek popularności u fanów. Może to być swego rodzaju zemsta bookera wobec wrestlera za pozaringowe scysje.

### Business
Inaczej profesjonalny wrestling; tego określenia używa się w wypadku celowego pominięcia wyrazów „zawód” lub „sport”.

### Bust open
Ang. „zacząć krwawić”, zazwyczaj jest to krwawienie z głowy po otrzymaniu uderzenia krzesłem czy poprzez blading. Komentatorzy często wobec krwawiącego wrestlera używają określenia „busted (wide) open”.

## C

### C-show
Wydarzenie, w którym udział biorą zawodnicy o najniższych umiejętnościach spośród wszystkich wrestlerów w organizacji. Często używane jako określenie deprecjonujące kogoś.

### Call
Podpowiadanie drugiemu wrestlerowi o następnych spotach w walce, za pomocą gestów lub klepnięć. Taki język porozumiewania się nazywa się „carny”. Często tę rolę pełnią sędziowie.

### Card
Pol. karta (walk). Pełny zestaw pojedynków, które zostaną rozegrane podczas gali. Na plakatach promujących daną galę często harmonogram walk umieszcza się w odwrotnej kolejności niż ma to rzeczywiście miejsce w trakcie danego wieczoru. Walki wieczoru pomiędzy najbardziej rozpoznawalnymi gwiazdami federacji zazwyczaj są walkami o jakiś tytuł i określane są jako top of the card oraz headliners. Z kolei walki pomiędzy mniej znanymi postaciami organizacji określane są jako undercard.

### Carry
Prowadzenie walki przez lepszego technicznie wrestlera. Ma to na celu lepsze postrzeganie rywala przez kibiców.

### Cash in
Używane tylko w WWE i w Lucha Underground. Wykorzystanie kontraktu Money in the Bank lub mistrzostwa Lucha Underground Gift of the Gods Championship do walki o pas mistrzowski.

### Catchphrase
Tekst lub charakterystyczne powiedzonko wygłaszane przez danego wrestlera.

### Catfight
Chaotyczna szarpanina między kobietami, charakteryzująca się brakiem elementów technicznych typowych dla wrestlingu, często naginająca zasady walki poprzez szarpanie i ciągnięcie za kostium czy włosy.

### Chant
Hasło skandowane przez publiczność podczas walki czy segmentu.

### Cheap heat
Prowokowanie negatywnej reakcji publiczności, najczęściej poprzez obrażanie mieszkańców miasta czy lokalnego zespołu sportowego (na przykład noszenie bluzy Yankees w Bostonie). Takie akcje wykonuje najczęściej heel, aby zostać wygwizdanym czy „wybuczanym”.

### Cheap pop
Prowokowanie pozytywnej reakcji fanów, najczęściej poprzez komplementy na temat miasta, w którym odbywa się dana gala.

### Cheap shot
Używanie nieprzepisowych zagrań, przykładowo cios poniżej pasa lub użycie niedozwolonego przedmiotu, który pozwala uzyskać przewagę nad przeciwnikiem.

### Cheer
→ Pop.

### Clean finish
Zakończenie pojedynku bez interwencji z zewnątrz, najczęściej w obrębie ringu.

### Clean wrestling
Walka pomiędzy dwoma face’ami, między którymi nie ma akurat feudu. Tego typu pojedynki są rozgrywane przeważnie w celu podkreślenia umiejętności technicznych wrestlerów.

### Closet champion
Posiadacz pasa (najczęściej heel), który broni swój tytuł bardzo rzadko, unika rywalizacji z najlepszymi zawodnikami, wygrywa nieuczciwie (często poprzez interwencję z zewnątrz), a kiedy jest zmuszony rywalizować z lepszymi przeciwnikami, bezustannie doprowadza do dyskwalifikacji, aby zachować tytuł.

### Color
Określenie krwi.

### Color comentator
Osoba komentująca walki, niebędąca głównym komentatorem.

### Comeback
Nagły zwrot akcji w walce; zawodnik, który do pewnego momentu przegrywał (najczęściej face), zaczyna przeważać w pojedynku. Przykładem comebacku jest „Hulking up”, co odnosi się do tej samej sytuacji związanej z Hulkiem Hoganem.

### Counter
Skontrowanie akcji przeciwnika.

### Countout
Wyliczenie, sposób na wygranie pojedynku. Polega na wyrzuceniu przeciwnika z ringu na czas doliczenia sędziego do 10. Pasy mistrzowskie nie zmieniają właściciela poprzez Count-out.

### Crimson mask
„Szkarłatna maska”, określenie twarzy zawodnika pokrytej krwią.

### Cross-promotion
Gala organizowana razem przez dwie (lub więcej) federacje. Ma swoje początki już w początkach wrestlingu, kiedy to rywalizujący promotorzy często organizowali tego typu pojedynki.

## D

### Dark match
Nietransmitowana w telewizji walka, która najczęściej odbywa się przed główną częścią show. Zazwyczaj walczą w niej nowi zawodnicy, którzy są sprawdzani przed dołączeniem do głównej części rosteru. Zdarza się także, że dark matche rozgrywane są po głównym show. Biorą w nich udział zazwyczaj Main eventerzy. Ma to na celu zwiększenie sprzedaży biletów i zadowolenie fanów, bez wpływania na rozgrywane storyline’y.

### Dirt sheet
Biuletyn (lub strona internetowa) odsłaniający wewnętrzne funkcjonowanie pro wrestlingu.

### Diva
Niefunkcjonujące już określenie zawodniczki (kobiety) występującej w WWE.

### Double team

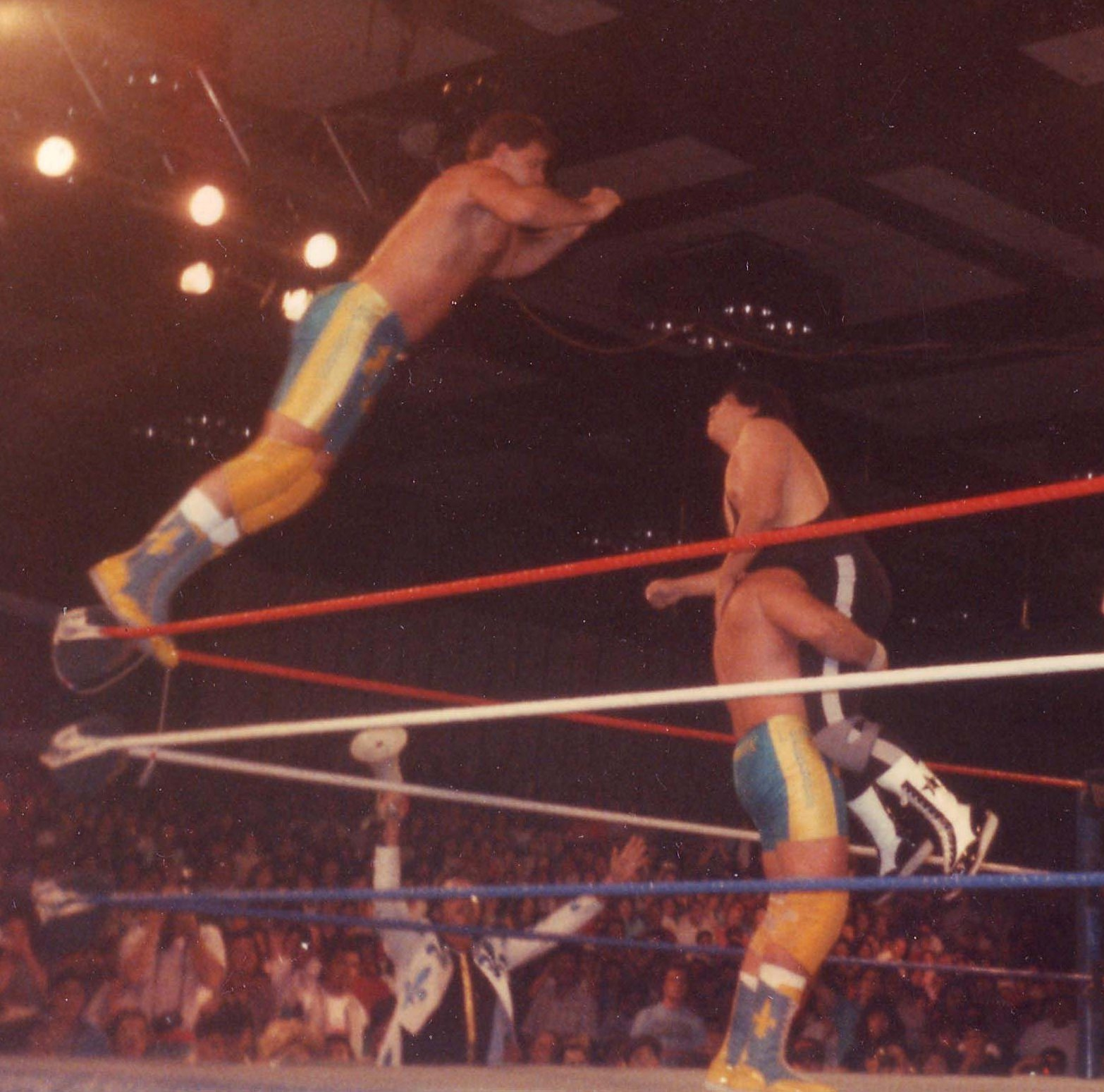
The Fabulous Rougeaus wykonujący double team maneuver (akcję drużynową).

Taktyka używana w walkach tag teamów, polegająca na wykorzystaniu 5 sekund po tagu (zmianie) do wykonania akcji zespołowej.

### Double turn
Sytuacja w której jednocześnie heel staje się face’em, a face heelem (przechodzą turn) podczas jednej walki lub angle’u.

### Draw
Popularność wrestlera. Najwięcej fanów na gale ściąga wrestler, który ma największy draw. Draw oznacza także walkę remisową.

### Drop
Przegranie walki lub mistrzostwa, gdy przegrany zgadza się na porażkę.

### Dud
Bardzo słaby, nudny mecz pozbawiony interesujących elementów.

### Dusty finish
Sytuacja, kiedy sędzia, który zastąpił ogłuszonego oficjela, który zaczął walkę, odlicza pinfall, który prowadzi do zakończenia walki, a sędzia rozpoczynający starcie unieważnia decyzje drugiego sędziego. Określenie pochodzi od imienia Dusty’ego Rhodesa.

## E

### Enforcer

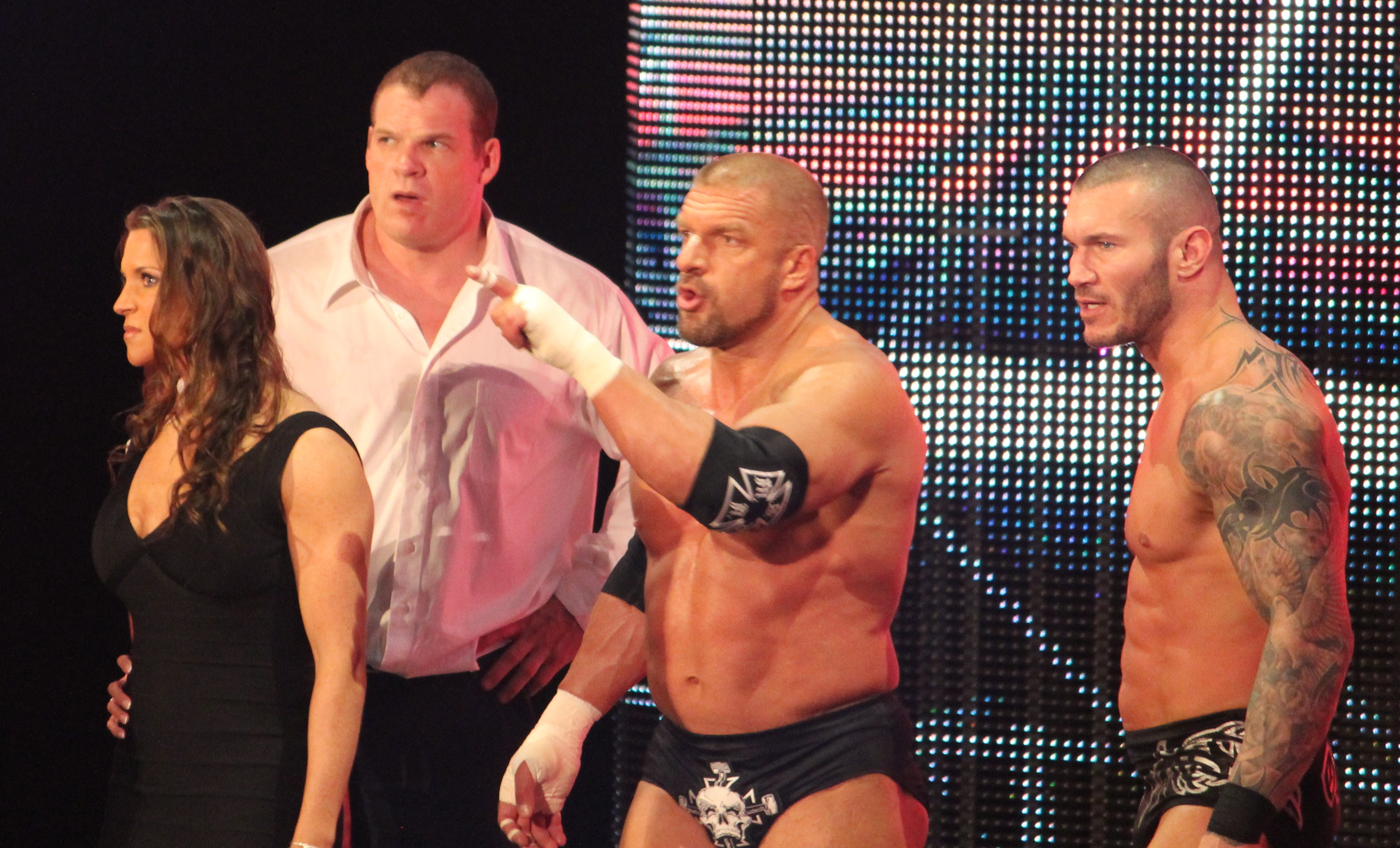
Kane (w białej koszuli) jako enforcer Authority.

Zawodnik, który pełni rolę ochroniarza innego wrestlera. „Ochroniarz” zazwyczaj ma lepsze warunki fizyczne od zawodnika ochranianego. Określenie to wymyślone zostało przez Arna Andersona, którego obdarzono właśnie nickiem „The Enforcer”. Pojęcie enforcer używane jest także w odniesieniu do osoby, która poprzez swoje działania pozaringowe wchodzi w rolę sędziego specjalnego, rzekomo w celu zachowania porządku.

### Entrance
Wejście zawodnika na ring.

### Entrance video
Film wyświetlany na titantronie podczas wejścia zawodnika.

### Eye-gouging
Atak na oczy, zabroniony w wrestlingu.

## F

### Face

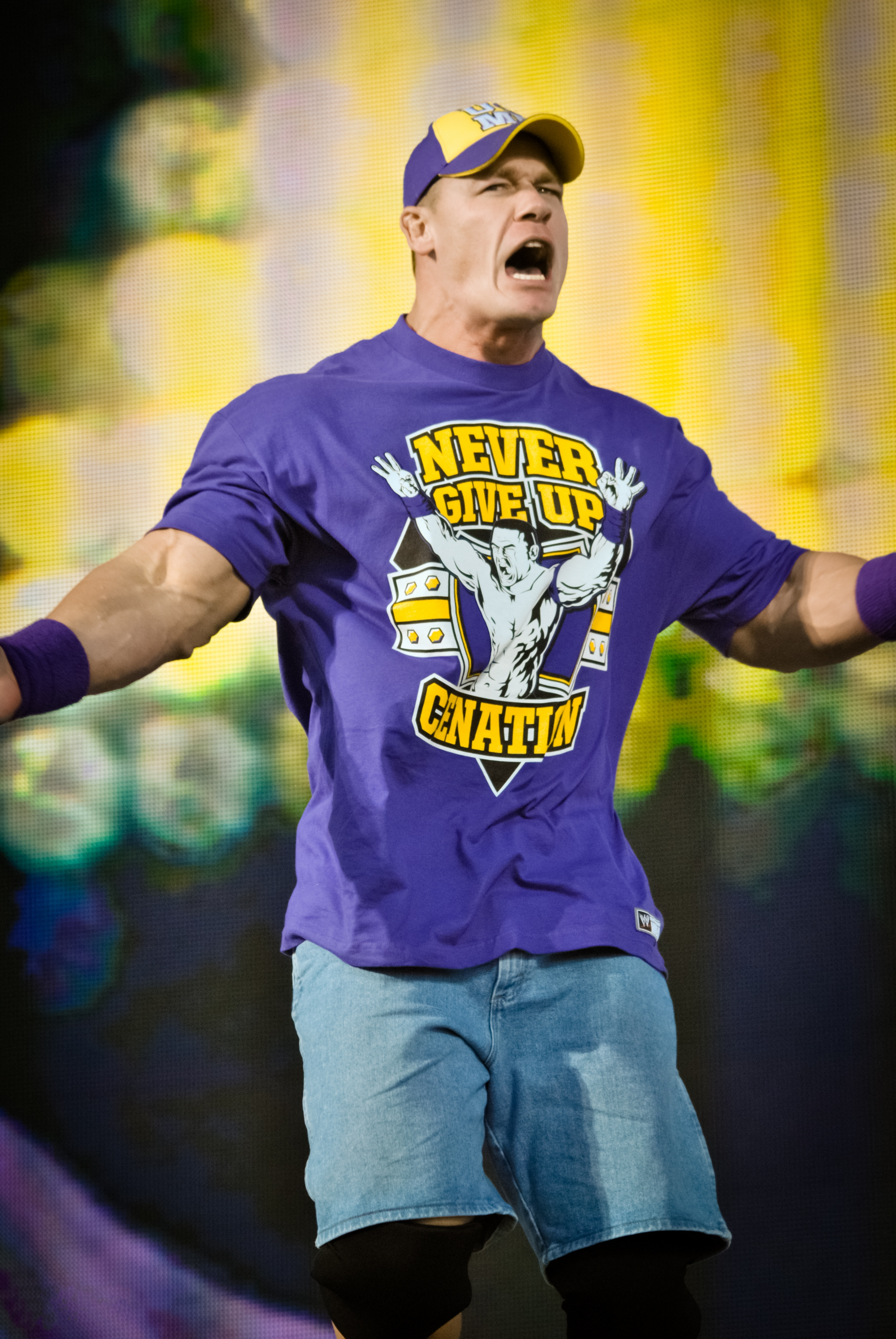
John Cena – topowy face WWE.

Zawodnik, który gra rolę bohatera, który zawsze walczy według zasad; jest bookowany, aby otrzymywał pozytywne reakcje fanów, przeciwieństwo heela. W Lucha libre nazywa się técnico.

### Face turn
Odmiana turnu, heel staje się face’em.

### Face-in-Peril
Sytuacja podczas walki tag teamów, w której jeden zawodnik teamu face’ów jest dominowany przez team heel’ów przez dłuższy okres walki. Taktyka ta ma na celu spowodowanie jeszcze bardziej pozytywnej reakcji na team face’ów.

### Fall
Zakończenie walki. Zazwyczaj odbywa się przez przypięcie (pinfall), poddanie (submission), wyliczenie (count-out) lub dyskwalifikację. W two out of three falls matchu zawodnik, aby wygrać musi zdobyć 2 falle, aby wygrać walkę.

### Fallout show
Pierwsza gala telewizyjna po gali Pay-per-view.

### False comeback
Moment, kiedy zdominowany zawodnik na chwilę przejmuje inicjatywę, ale szybko ją traci na rzecz przeciwnika. Zazwyczaj false comeback następuje tuż przed faktycznym comebackiem.

### False finish
Sytuacja, w której zawodnik (zazwyczaj po otrzymaniu kilku finisherów) jest przypinany, ale wykonuje kickout zanim sędzia doliczy do 3. Buduje to napięcie i zainteresowanie publiczności.

### Fantasy booking
Życzeniowy booking, najczęściej są to rozmyślenia fanów na temat możliwych scenariuszy.

### Feud
Rywalizacja pomiędzy zawodnikami lub grupami zawodników, którzy zazwyczaj rywalizują ze sobą przez kilka walk. Najczęściej feud jest prowadzony między heelem a face’em.

### Fighting champion
Mistrz, który często broni swojego tytułu.

### Finish
Zaplanowane zakończenie walki.

### Finisher

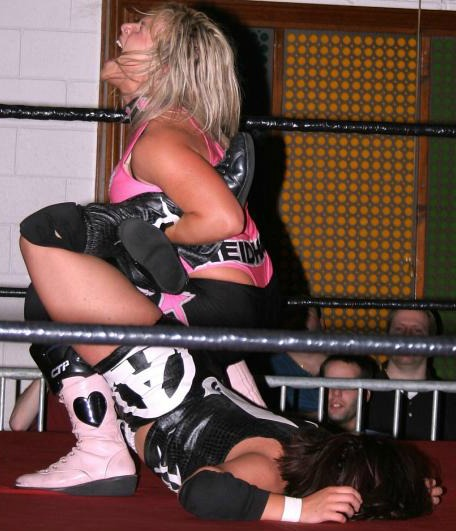
Nattie Neidhart wykonująca swój finisher (w tym wypadku jest to chwyt Sharpshooter) na Ariel.

Charakterystyczna akcja wrestlera, zazwyczaj prowadząca do przypięcia lub poddania.

### Five moves of doom
Stała kombinacja akcji, którą dany wrestler wykonuje w niemalże każdym pojedynku, zawsze w takiej samej kolejności, zazwyczaj kończąca się finisherem i prowadząca do przypięcia lub poddania. W latach 90. taka taktyka została spopularyzowana przez Breta Harta, obecnie stosowana m.in. przez Johna Cenę.

### Foreign object
Broń niedozwolona w danym pojedynku, zazwyczaj znajdowana pod ringiem lub w jego okolicach, ukryta w stroju zawodnika lub wręczana walczącemu przez jego menedżera, ingerującego w walkę innego wrestlera lub, co ma miejsce bardzo rzadko, osobę z publiczności. Jeżeli sędzia nie zauważy, że użyty został niedozwolony przedmiot, często prowadzi to do pinfallu. Zauważenie użycia tego przedmiotu przez sędziego prowadzi do dyskwalifikacji.

### Freebird Rule

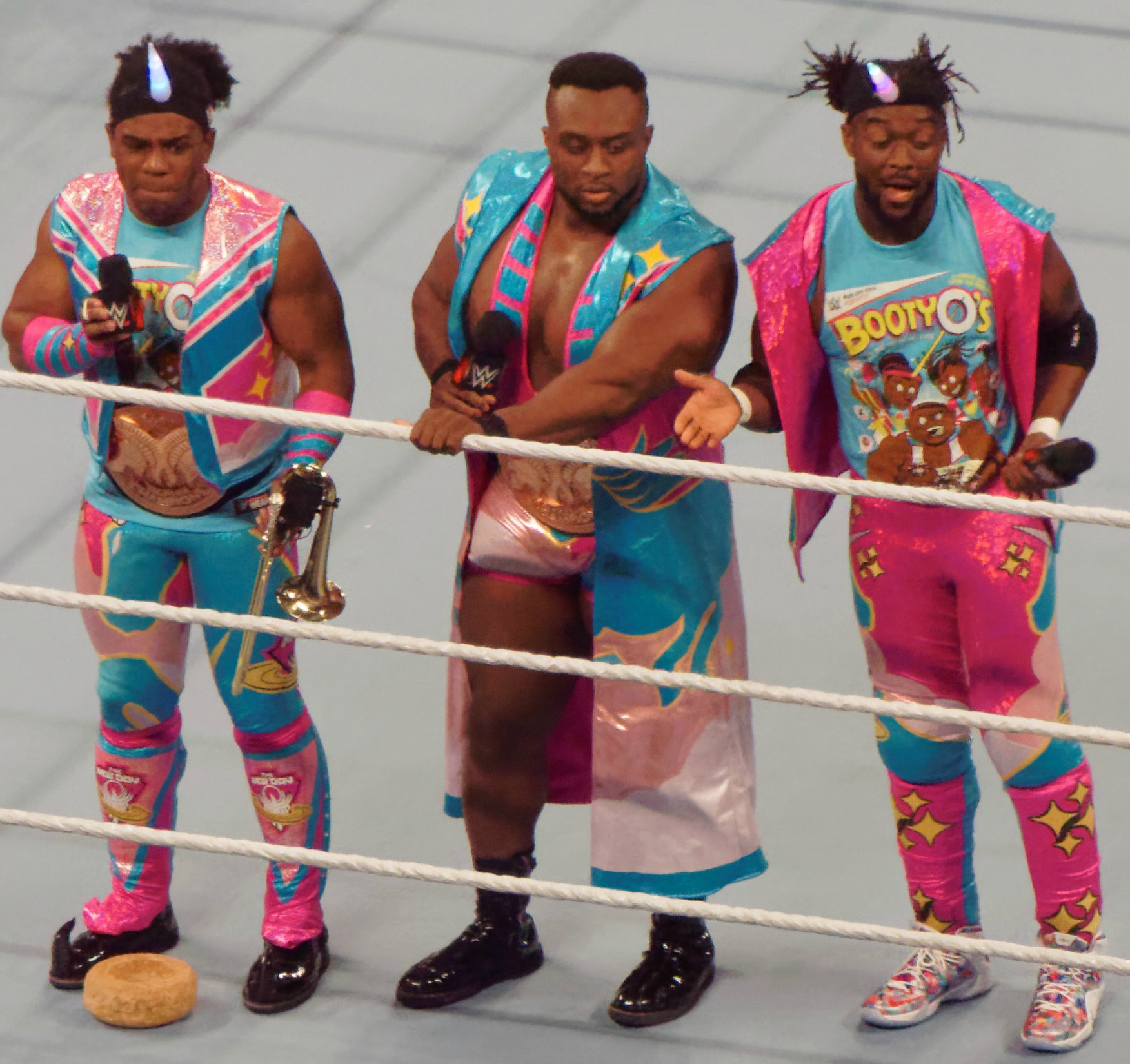
The New Day z pasami mistrzowskimi WWE Tag Team Championship – trzyosobowy zespół, którego wszyscy członkowie byli mistrzami tag teamów zgodnie z zasadą Freebird Rule.

Zasada, zgodnie z którą mistrzostwo tag teamów może być posiadane przez trzy osoby. Trzyosobowa grupa stosująca Freebird Rule może wystawić dowolnych dwóch członków do bronienia tytułu. Nazwa reguły pochodzi od nazwy zespołu The Fabulous Freebirds, których uważa się też za twórców tej zasady.

## G

### Gala PPV
Gala udostępniana w systemie pay-per-view, położona najwyżej w hierarchii gal. Określenie używane również w kontekście ważniejszych, telewizyjnych gal federacji niegenerujących w wydarzenia cotygodniowe.

### Gas
Określenie sterydów, użyte w kontekście „out of gas” oznacza wytrzymałość.

### Gassed
Wyczerpany, nie mogący złapać oddechu w trakcie walki.

### Getting light
Pomoc dla przeciwnika w prawidłowym wykonywaniu akcji.

### Gig
Czasownik określający celowe wywołanie krwawienia poprzez nacięcie np. żyletką przez zawodnika krwawiącego.

### Gimmick

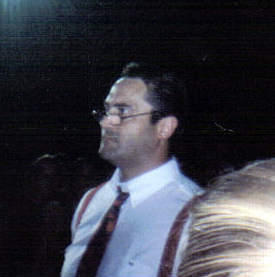
Mike Rotunda posługujący się gimmickiem poborcy podatkowego, Irwina R. Schystera.

Wcielenie, postać odgrywana przez wrestlera. Składają się na niego zbiór cech charakterystycznych dla zawodnika, jego ubiór oraz historia w kayfabe. Ma on swoje przełożenie na zachowanie zawodnika w czasie pojedynków i w segmentach promocyjnych. W zależności od swojego gimmicku wrestler może być face’em, czyli bohaterem pozytywnym, któremu kibicuje publiczność, lub heelem – czarnym charakterem nielubianym przez publiczność. Wrestler, który nie jest ani face’em, ani heelem, nazywany jest tweenerem.

### Glorified jobber
Jobber, który pokonuje innych jobberów, jak i również mid-cardowych wrestlerów, lecz przegrywa z największymi gwiazdami federacji.

### Go home
Hasło, które zawodnicy wypowiadają, gdy z pewnych przyczyn nie są w stanie dokończyć walki według scenariusza. Skutkuje to skróceniem walki i szybkim zakończeniem pojedynku.

### Go-home show
Ostatnia gala telewizyjna przed galą Pay-Per-View.

### Gold
Jedno z określeń tytułu mistrzowskiego.

### Go over
Czasownik oznaczający „pokonać kogoś”.

### Gorilla position
Miejsce na zapleczu, w którym zawodnicy oczekują na wejście na ring. Swą nazwę zawdzięcza jednej z legend profesjonalnego wrestlingu – Gorilla Monsoonowi.

### Green
Zawodnik, który słabo walczy z powodu braku doświadczenia. Aby walka z jego udziałem była ciekawa, jego przeciwnik musi być w stanie go prowadzić (carry somebody).

### Gusher
Głęboko wykonane nacięcie po którym następuje obfite krwawienie, zazwyczaj wykonywane przez nieuwagę.

## H

### Hardway
Niezamierzona rana doznana podczas walki, której skutkiem jest nieplanowane krwawienie.

### Head drop
Akcja, która nie została wykonana prawidłowo i skutkuje niebezpiecznym upadkiem na głowę, najczęściej w wyniku botchu.

### Heat
Negatywna reakcja publiczności, buczenie. Najczęściej wywoływana przez heeli.

### Heel

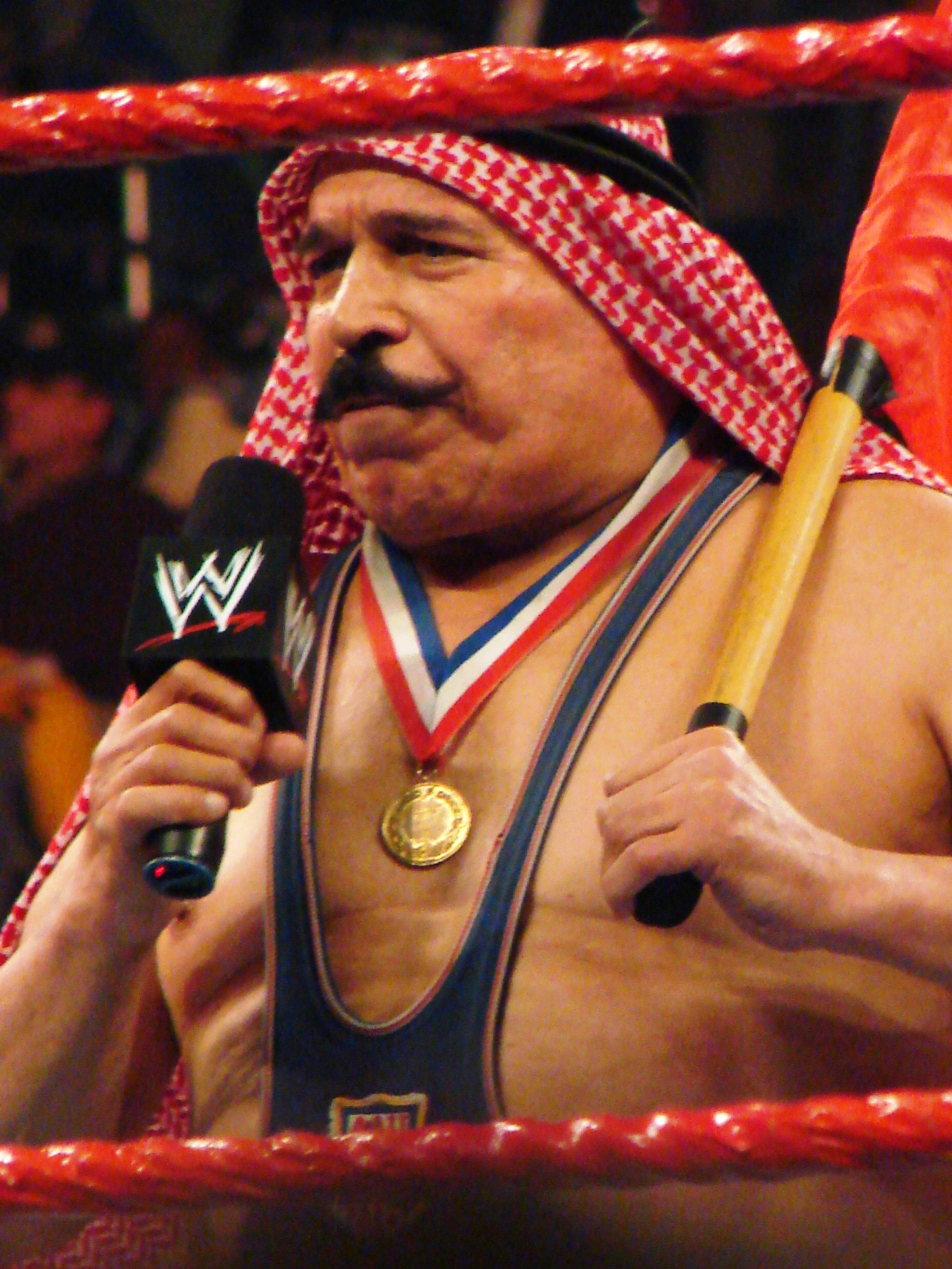
Iron Sheik przez większość swojej kariery odgrywał rolę heela.

Zawodnik, który gra rolę antagonisty, który często łamie zasady; jest bookowany, aby otrzymywał negatywne reakcje fanów, przeciwieństwo face’a. W lucha libre nazywa się rudo.

### Heel pay-per-view
Gala Pay-Per-View, podczas której wszystkie lub znaczna większość walk wygrywają heele.

### Heel turn
Odmiana turnu, w którym face staje się heelem.

### High-flyer
(z ang. wysoki lotnik) – Określenie zawodnika, którego styl walki bazuje na akrobatycznych skokach i ryzykownych, efektownych akcjach, takich jak Moonsault i Suicide dive. Zawodnicy stosujący ten styl często są ograniczeni siłowo i nadrabiają swoje słabości akrobatyką. Przykładem zawodnika stosującego często ten styl jest Rey Mysterio.

### High rent district
Miejsce na szczycie narożnika, z którego często wykonywane są akcje.

### Highspot

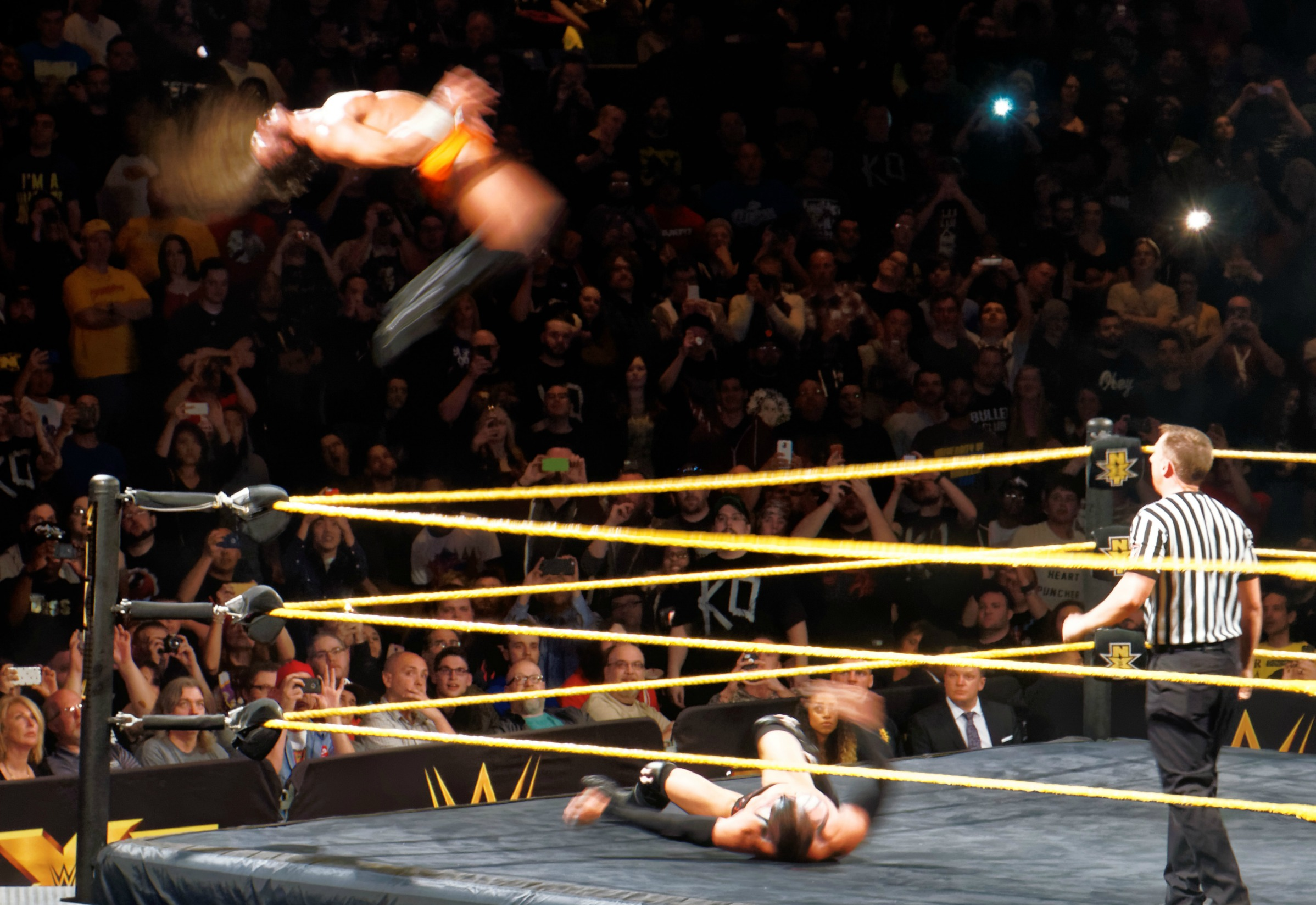
Przykład highspotu – Adrian Neville wykonujący Red Arrow.

Akcja z najwyższej liny lub z narożnika, a także kombinacja akcji uznawanych za niebezpieczne.

### Hooker
Niewalczący zbyt dobrze zapaśnik, który najczęściej interweniuje w pojedynki innych zawodników.

### Hoss
Zawodnik o znakomitych warunkach fizycznych, który nie posiada jednak zbyt dobrych umiejętności ringowych.

### Hotshot
Bardzo krótki feud albo wielki pojedynek, który transmitowany jest w telewizji zamiast na gali PPV. Ma to na celu zdobycie krótkoterminowego wzrostu popularności biznesu. Określenia tego używa się także wobec angle’ów, które rozgrywa się dla uzyskania efektu zaskoczenia, szoku, a jako część właśnie trwającego storyline’u.

### Hot tag
Zmiana (tag) zmęczonego zawodnika ze świeżym partnerem podczas walki tag teamów, po czym ów partner najczęściej zaczyna dominację w ringu.

### House
Określenie publiczności zgromadzonej w arenie podczas gali.

### House show
Nietransmitowana w telewizji gala.

## I

### Indie/independent promotion
Federacja niezależna. Mała federacja wrestlingu, która zazwyczaj działa regionalnie, a zawodnicy występujący w niej najczęściej nie posiadają oficjalnych kontraktów z federacją (zazwyczaj podpisują kontrakt na występy na danych galach, mogąc wystąpić również w tym samym czasie w innych federacjach).

### Interbrand
Termin używany przez WWE podczas podziału federacji na brandy podczas walk pomiędzy zawodnikami z rosterów Raw, SmackDown lub ECW.

### Interpromotional
→ Cross-promotion

### Interference
Ingerencja w przebieg walki zawodnika, który nie jest częścią pojedynku. Określenie to oznacza zarówno interwencję fizyczną, jak i rozproszenie jednego z zawodników.

### Invasion storyline
Storyline, w którym grupa wrestlerów jednej federacji pojawia się w innej. Najczęściej doprowadza to do walk pomiędzy wrestlerami obu federacji.

### IWC
Skrót od Internet wrestling community. Społeczność, która za pośrednictwem Internetu dyskutuje o wydarzeniach w świecie wrestlingu. WWE określa ich jako sports-entertainment community.

## J

### Jerk the curtain
Walczyć w pierwszej walce wieczoru. Określenie zaczerpnięte od kurtyny oddzielającej wejście na arenę od zaplecza.

### Juice
Slangowe określenie sterydów lub krwi.

### Job
Systematyczne przegrywanie walki. Uczciwa porażka przez przypięcie lub submission bez ingerencji z zewnątrz nazywany jest „clean job”. Określenie job zatarło się ostatnio w WWE, gdzie wrestlerzy podkładający się bardziej pushowanym zawodnikom nazywani są „lovable losers”, „local competitors” lub „journeymen”.

### Jobber
Zawodnik, który regularnie przegrywa większość walk, w celu podbudowania pozycji innych wrestlerów. Nie jest to jednak określenie często używane przez promotorów ze względu na jego negatywny wydźwięk.

### Jobber to the stars
Mid-carder, który przegrywa głównie z Main eventerami.

## K

### Kayfabe
Tworzenie iluzji, że wszystko co widzi publiczność w trakcie gali jest prawdziwe – w tym także postacie, fabuła i rywalizacja zawodników w ringu.

### Kick-out
Oderwanie łopatek od maty podczas pinfallu (liczenia przez sędziego do trzech). Powoduje przerwanie liczenia.

## L

### Legit
Autentyczne wydarzenie, które miało miejsce podczas gali, jednakże nie było przewidziane w bookingu i nie jest elementem kayfabe.

### Lemon
Zawodnik, który nie zbiera negatywnych reakcji fanów, choć odgrywa rolę heela.

### Live event
→ House show

### Low blow
Uderzenie w krocze.

### Low-carder
Zawodnik, który najczęściej walczy w początkowych walkach gali i nie jest brany pod uwagę przy bookowaniu ważnych feudów czy walk.

### Lumberjack (zawodnik)/Lumberjill (zawodniczka)
Zawodnik (lub zawodniczka), który bierze udział w Lumberjack matchu w charakterze osoby, która znajduje się przy ringu i ma prawo atakować zawodnika, który wypadł z ringu.

## M

### Main event
Pol. walka wieczoru. Najbardziej promowana walka, która najczęściej kończy galę. Również nazywana jako „headliner”.

### Main eventer
Wrestler, który często bierze udział w walkach wieczoru. W hierarchii uznawany jest za jedną z najważniejszych postaci federacji. Również nazywany jako „headliner”.

### Mark
1. Fan wrestlingu, który uważa, że prezentowane wydarzenia i walki są realne; że wrestling nie jest reżyserowany
2. Używane określenie przez niektórych specjalistów z branży, aby opisać uczestnika branży wrestlingowej, który ich zdaniem uważa, że jakikolwiek aspekt worku w branży jest ważniejszy niż pieniądze, które mogą zarobić; na przykład skupianie się na posiadaniu pasa tytułowego, a nie na otrzymywaniu większych zarobków.

### Match
Walka.

### Matchcard
→ Card

### Mechanic
Zawodnik, którego zadaniem jest prowadzenie feudu z przyszłym Main eventerem, aby pomóc przygotować im się do pełnienia tej roli w przyszłości.

### Manager

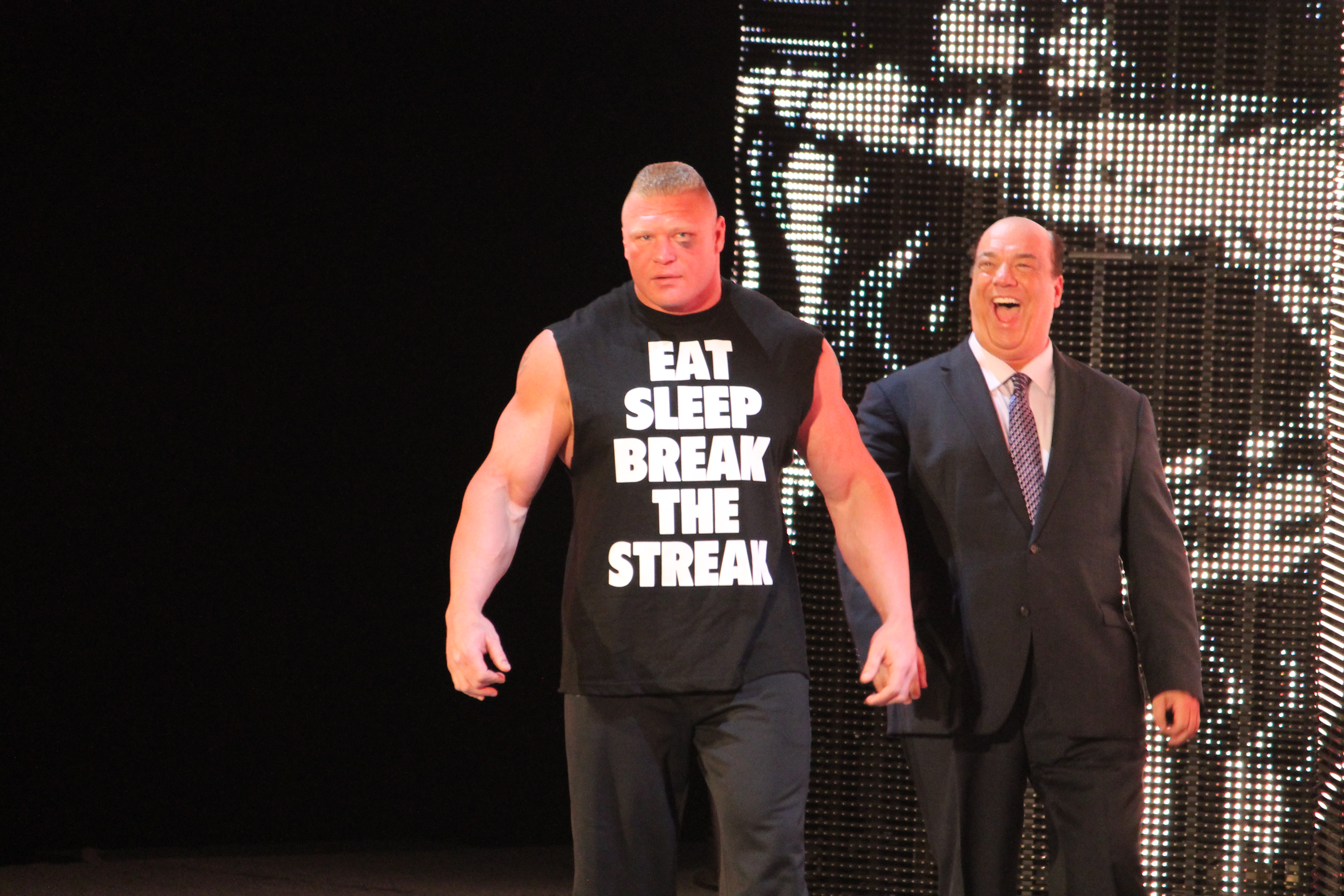
Paul Heyman (na prawo) jako menedżer Brocka Lesnara.

Pol. menedżer. Osoba (zazwyczaj nie jest to wrestler), która reprezentuje zawodnika lub grupę zawodników, pomaga im być bardziej over z publiką. Najczęściej menadżerzy towarzyszą wrestlerowi podczas drogi do ringu i wygłaszają za nich proma.

### Mic skill
Umiejętności oratorskie danego zawodnika.

### Mid-carder
Zawodnik, który najczęściej walczy w pojedynkach znajdujących się w środku karty walk. Mid-carder jest wyżej w hierarchii niż Low-carder czy Jobber, ale niżej niż Main eventer. Upper-midcarder jest to zawodnik, który jest w hierarchii pomiędzy Mid-carderem i Main eventerem, biorąc okazjonalnie udział w ważnych storyline’ach.

### Missed spot
Ominięty spot podczas walki. Inaczej określana jako „blown spot” lub „mis-selling”.

### Money match
Najbardziej promowana walka gali, przyciągająca największą liczbę widzów i odbywająca się pod koniec widowiska.

### Monster

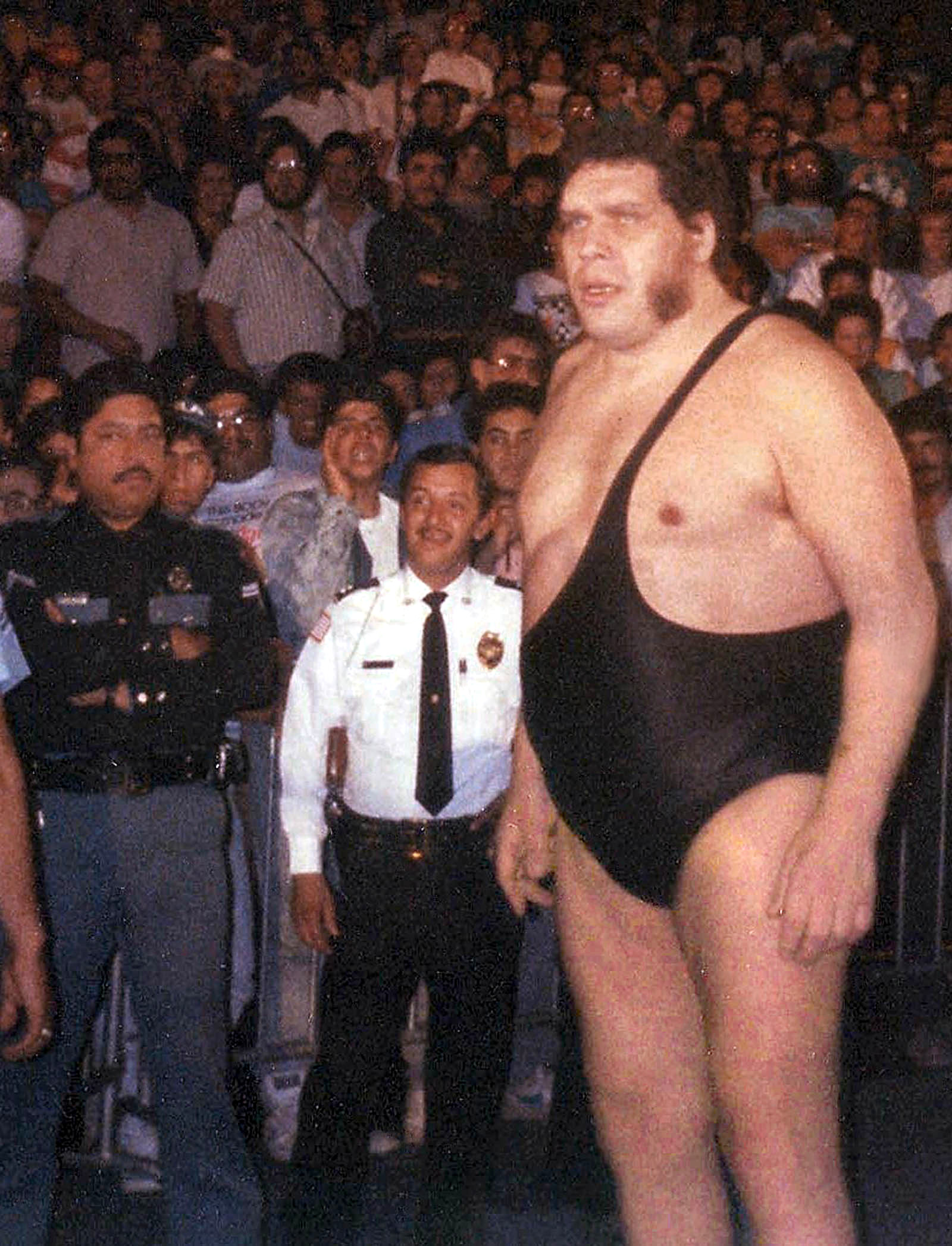
André the Giant, który pod koniec swojej kariery był monster heelem.

Niezwykle silny, często niepokonany zapaśnik (face lub heel), który najczęściej wygrywa swoje pojedynki szybko i jednostronnie.

### Mouthpiece
Menadżer, który wygłasza promo oraz przemówienia w imieniu zawodnika.

### Moveset
W dosłownym tłumaczeniu: „zbiór akcji” – ogólne określenie wszystkich akcji, jakie wykonuje zawodnik.

### Muta scale
Nieformalna skala (od 0,0 do 1,0), według której niektórzy widzowie określają ilość krwi utraconej przez zawodników podczas walki. Nazwana od japońskiego wrestlera The Great Muta.

## N

### Nearfall
Sytuacja, w której ramiona wrestlera pozostają na macie podczas liczenia do dwóch, jednakże wrestlerowi udaje się przerwać liczenie tuż przed ostatnim klepnięciem sędziego w matę, które oznaczałoby przypięcie i zakończenie walki. Wydarzenie takie ma przede wszystkim na celu budowę zainteresowania i stopniowania emocji w trakcie walki. Inaczej określane jako „two-and-a-half count” lub „false finish”.

### No contest
Walka bez zwycięzcy, oznaczana jako nieodbyta. Najczęściej jest on ogłaszany po interwencji zawodnika lub grupy zawodników, którzy atakują obu wrestlerów podczas pojedynku.

### No-sell
Brak jakiejkolwiek reakcji na ciosy i ataki przeciwnika. Jest to sposób demonstracji siły, odporności na ból oraz wytrzymałości w celu osłabienie pewności siebie przeciwnika; może również służyć pokazaniu nieskuteczności przeciwnika, jako forma burialu. Czasem używana też przez zawodników o gimmickach osób z problemami psychicznymi.

### No-show
Niepojawienie się wrestlera na gali. Zazwyczaj dzieje się tak na potrzeby konkretnego storyline’u. Rzadziej są to rzeczywiste absencje, które kończą się działaniami dyscyplinarnymi.

### Nuclear heat
Intensywny heat – bardzo negatywna reakcja fanów.

### Number-one contender
Pretendent do tytułu mistrzowskiego, pierwszy w kolejce do walki o pas.

## O

### Opener
Walka otwierająca właściwą część gali.

### Over
Otrzymujący oczekiwane reakcje od fanów (heat dla heeli i pop dla face’ów), zaakceptowany przez fanów.

### Over-sell
Przesadne okazywanie reakcji na ciosy przeciwnika.

### The „Owen” voice
Poważny ton głosu używany przez komentatorów do odniesienia się do groźnych, niezaplanowanych sytuacji (np. poważnej kontuzji wrestlera). Nazwa pochodzi od głosu Jima Rossa, który podczas gali Over the Edge 1999 poinformował widzów o śmierci Owena Harta.

## P

### Paper
Darmowe bilety rozdawane najczęściej dla rodziny i znajomych występujących wrestlerów, w celu wypełnienia areny.

### Paper champion
Słabo walczący i łatwy do pokonania mistrz, który zazwyczaj otrzymał tytuł w wyniku kontrowersji.

### Parts Unknown

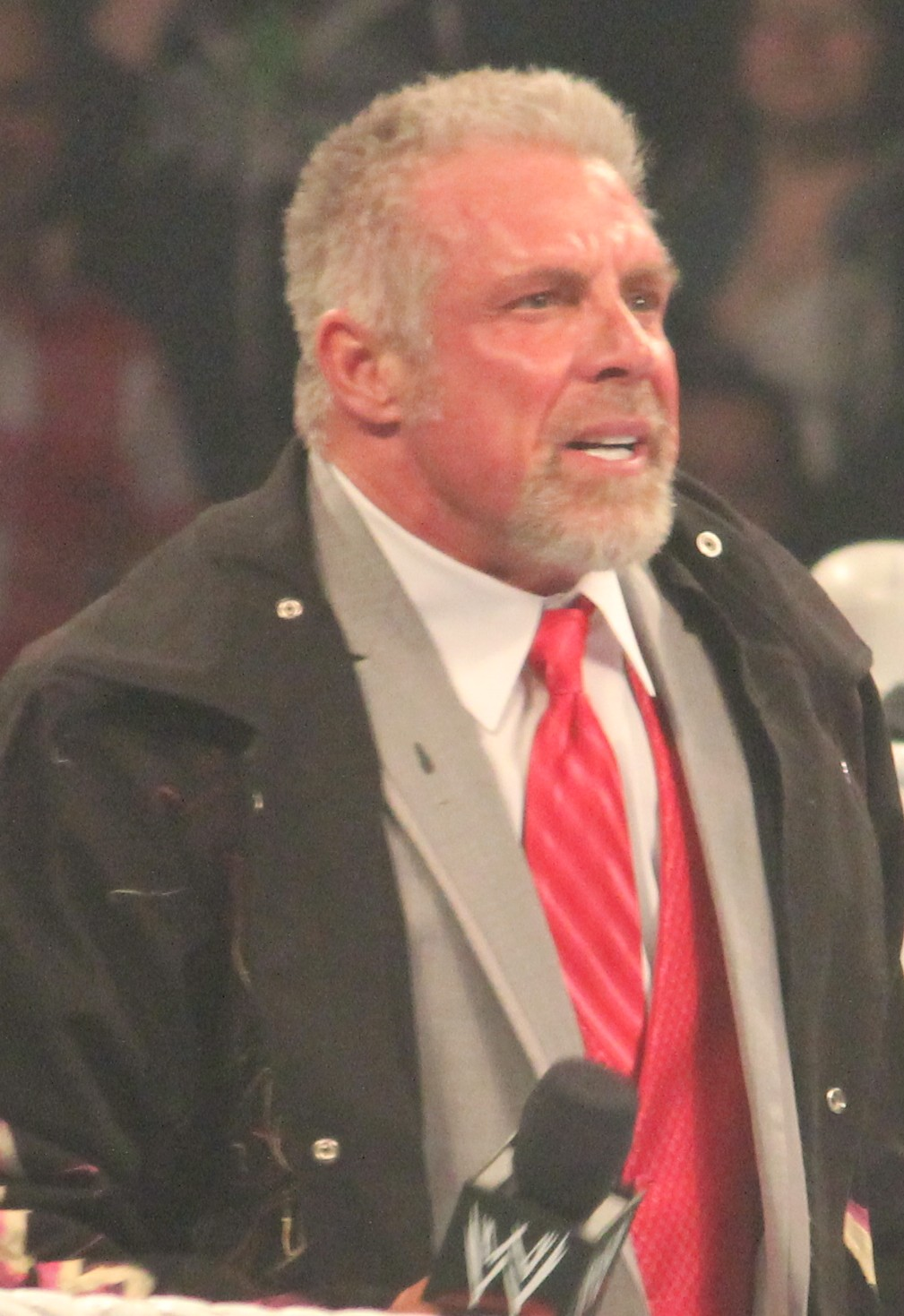
The Ultimate Warrior podczas wielu lat kariery był zapowiadany z Parts Unknown.

„Nieznane Strony” - nieokreślona, fikcyjna lokalizacja. Niekiedy miejsce pochodzenia zawodnika jest celowo utajnianie, w celu dodania mu tajemniczości. W obecnych czasach używa się tego terminu coraz rzadziej. Czasami fraza jest zastępowana podobną, przykładowo Cody Rhodes zapowiadany z „The 5th Dimension” („piątego wymiaru”).

### Payoff
Kulminacyjny moment feudu, podczas którego najczęściej face ostatecznie pokonuje dominującego w rywalizacji heela.

### Pinfall

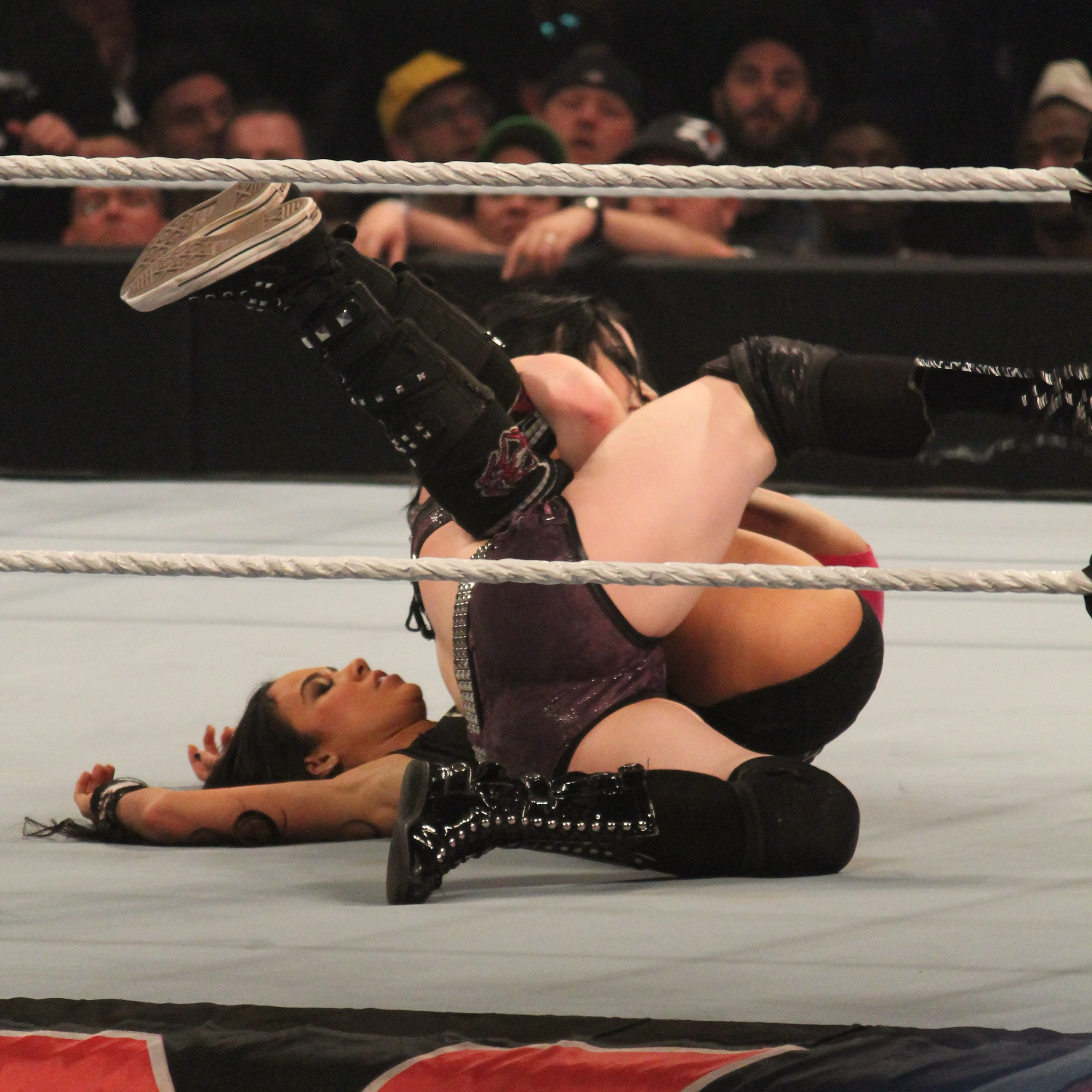
Przykład pinfallu (Paige przypina AJ Lee na Raw).

Przypięcie, jeden ze sposobów na wygranie walki. Polega na przytrzymaniu łopatek przeciwnika do maty, na czas trzech uderzeń sędziego w podłoże. Działanie podobne do tzw. „tuszu” w zapasach amatorskich.

### Pipe bomb
Worked shoot promo, nieplanowane promo podczas którego zawodnik umyślnie łamie kayfabe i opisuje realne wydarzenia podczas gali. Termin został użyty po raz pierwszy przez CM Punka.

### Plant
Wrestler (zazwyczaj mniej znany zawodnik) lub celebryta, który udaje fana podczas walki, zazwyczaj siedzi w jednym z pierwszych rzędów podczas show i atakuje zapaśników po lub w trakcie pojedynku.

### Policeman
Szanowany lub budzący strach zawodnik, który jest bardzo silny i uzdolniony, który za wszelką cenę wykonuje polecenia swojego promotora. Przykładami takich postaci są Hiro Matsuda, Gene LeBell, The Iron Sheik oraz John „Bradshaw” Layfield.

### Pop
Pozytywna reakcja fanów.

### Potato
Ukaranie wrestlera przez wykonanie na nim jednej lub kilku akcji bardziej stiffowo. Zwykle jest to kara wymierzana przez bardziej doświadczonego wrestlera za źle wykonany lub zapomniany spot.

### Powdering
Wymuszona, niedobrowolna ucieczka z ringu, najczęściej w wyniku ofensywnych działań przeciwnika.

### Preshow
Walka odbywająca się przed zasadniczą częścią gali, najczęściej mająca na celu rozgrzać publiczność.

### Program
Seria pojedynków, w której rywalizują ze sobą ci sami wrestlerzy.

### Promo

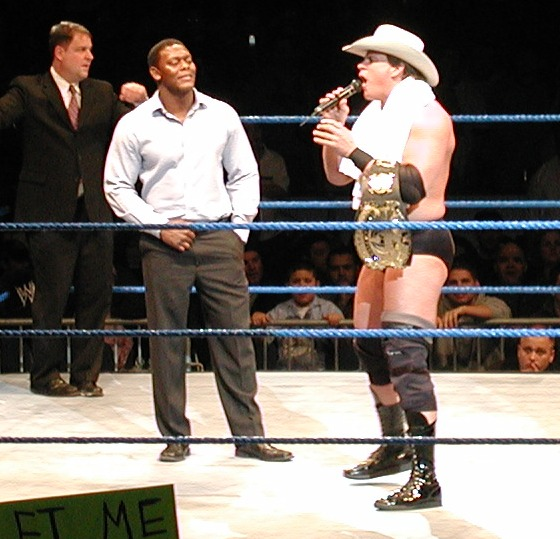
JBL (po prawej) wygłaszający promo.

Przemówienie wygłaszane przez zawodnika lub jego menedżera, które najczęściej zawiera charakterystyczne elementy jego gimmicku i ma na celu budowanie napięcia przed walką.

### Pull apart
Brawl, którego uczestnicy są rozdzielani przez innych wrestlerów.

### Push
Zwiększony nacisk na promowanie danego wrestlera, który zaczyna wygrywać walki, dostaje wiele szans na walki o tytuł. Oznacza to więcej czasu w telewizji.

## R

### Rating
Oglądalność danego show, liczba widzów oglądających dane show w stosunku do wszystkich widzów posiadających odbiorniki, nawet gdy nie oglądają w danym momencie telewizji. Przeważnie podaje się ratingi ze Stanów Zjednoczonych, za które odpowiada firma Media Nielsen Research. Rating 1,0 oznacza około 1 milion widzów.

### Ref bump
Sytuacja, w której sędzia jest ogłuszony podczas walki. Jest to czas, w którym walczący wrestler lub jego menadżer, zazwyczaj heel, może nagiąć reguły i wykonać nieprzepisową akcję na rywalu.

### Reign
→ Run.

### Rematch clause
Klauzula, dająca każdemu mistrzowi prawo odbycia walki rewanżowej o utracony tytuł mistrzowski najszybciej, jak to możliwe. Często ignorowana podczas storyline’ów.

### Repackage
Otrzymanie nowego gimmicku przez zawodnika.

### Rest hold

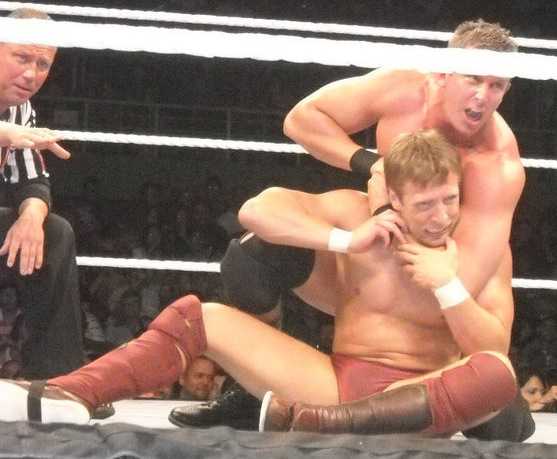
Ted DiBiase Jr. wykonujący rest hold na Danielu Bryanie.

Luźno wykonana dźwignia podczas walki, przeznaczona na złapanie oddechu przez walczących wrestlerów albo wspólne zaplanowanie następnego spotu.

### Rib
Psikus, żart spłatany wrestlerowi bądź przez wrestlera.

### Ring general
Doświadczony wrestler, który wie jak prowadzić walki, aby były jak najbardziej atrakcyjne.

### Ringname
Pseudonim wrestlera, element gimmicku.

### Ring post
Słupek utrzymujący liny, znajdujący się za ringiem, na przedłużeniu przekątnych ringu.

### Ring psychology
Sposób prowadzenia walki tak, aby publiczność była w nią jak najbardziej zaangażowana emocjonalnie. Potrzebne do tego są dobre umiejętności aktorskie oraz wyczucie.

### Ring rat
Kobieta uczęszczająca na gale, w nadziei na kontakt seksualny z którymś z zawodników (groupie).

### Ring skill
Określenie umiejętności ringowych danego zawodnika.

### Ring rust
Utrata lub pogorszenie umiejętności ringowych, wynikające z braku ćwiczeń w czasie kontuzji.

### Road agent
→ Agent.

### Rope break
Dotknięcie lin przez zawodnika, na którym została wykonana dźwignia lub pinfall. Skutkuje to przerwaniem liczenia przez sędziego lub zmuszeniem zawodnika wykonującego dźwignię do przerwania uchwytu pod groźbą dyskwalifikacji.

### Roster
Określenie zespołu wrestlerów i wrestlerek, którzy pracują w danej organizacji lub danym brandzie.

### Rub
Pomoc mniej popularnemu zawodnikowi w uzyskaniu popularności.

### Run
Okres posiadania pasu mistrzowskiego przez zawodnika lub tag team.

### Run-in

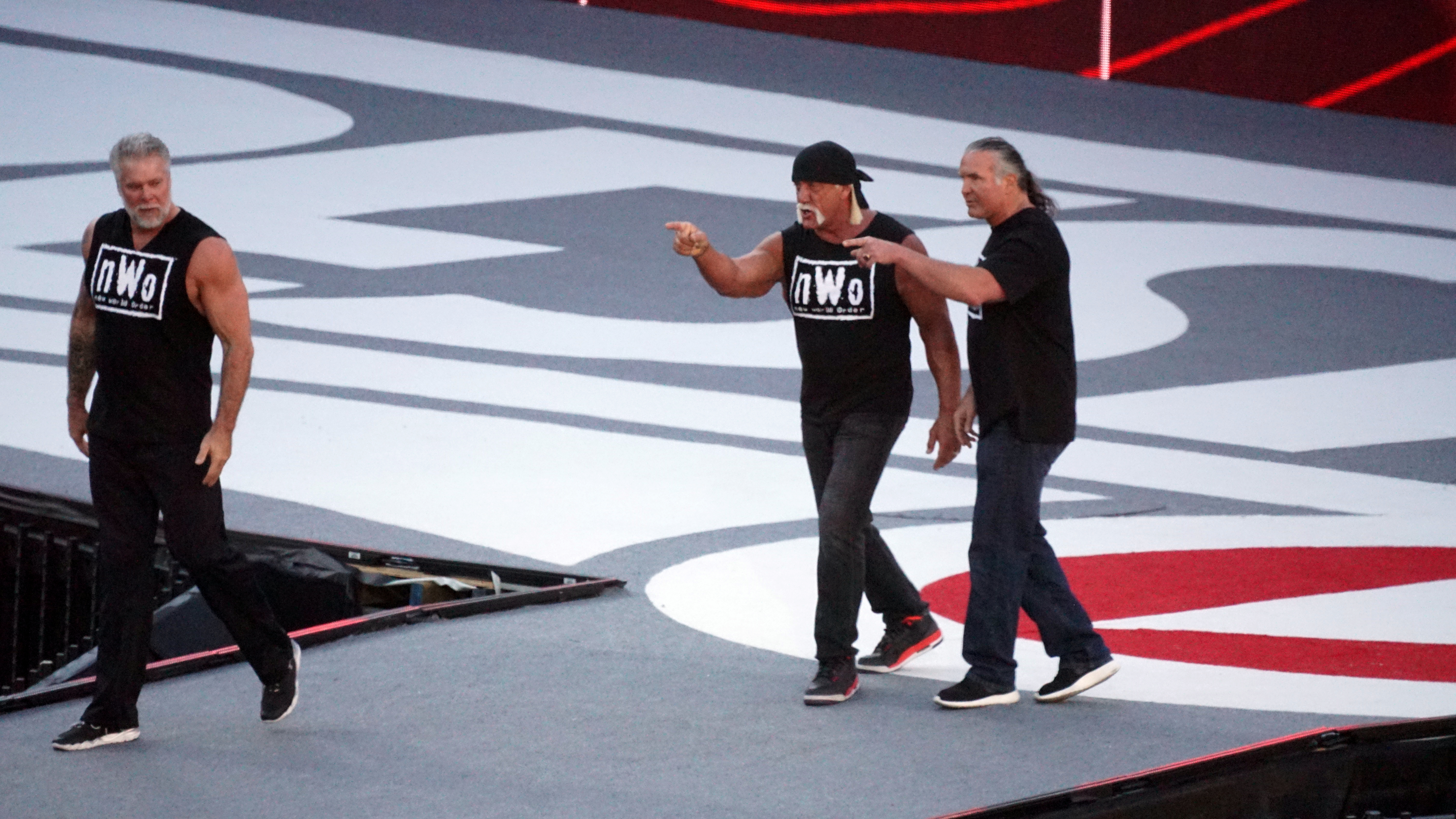
nWo wykonujące run-in na WrestleManii 31.

Interwencja w przebieg pojedynku osoby trzeciej. Zazwyczaj run-in wykonywany jest przez heela wobec rywalizującego z nim face’a, co ma na celu podtrzymanie feudu. Zdarzają się również przypadki interwencji face’a, w celu obrony atakowanego zawodnika.

### Rushed finish
Wcześniejsze zakończenie walki niż to było zaplanowane. Najczęściej wywołane kontuzją, kończeniem się czasu antenowego albo w wyniku botchu, który zmienia scenariusz walki.

## S

### Sandbag
Sytuacja, w której wrestler nie chce współpracować ze swoim przeciwnikiem przy wykonywaniu akcji, co sprawia, że rzut jest trudniejszy lub wręcz niemożliwy do wykonania. Takie zachowanie może być bardzo niebezpiecznie, gdyż wiele akcji wymaga konkretnych, skoordynowanych zachowań obydwu zawodników, aby uniknąć kontuzji.

### Schmoz
Sytuacja, w której w brawlu bierze udział większa liczba zawodników.

### School
Szkółka wrestlingowa, w której trenują wrestlerzy. Przykładowymi miejscami są WWE Performance Center, New Japan Dojo czy też nieistniejące WCW Power Plant.

### Screwjob
Kontrowersyjne zakończenie pojedynku, często poprzez oszustwo lub ingerencję z zewnątrz. „Worked screwjob” jest częścią storyline’u i ma na celu zyskanie heatu lub sympatii. Z kolei „shoot screwjob” ma miejsce, kiedy jeden z rywali doprowadza do końca walki bez poinformowania o tym przegrywającego rywala; nie jest on zawarty w scenariuszu. Najbardziej znanym przykładem jest walka Shawna Michaelsa i Breta Harta z Survivor Series 1997.

### Segment
Część show, podczas której wygłaszane są proma. Segmenty pojawiają się najczęściej w przerwie pomiędzy poszczególnymi walkami.

### Sell
Reakcja na ataki przeciwnika, symulowanie bólu po ciosach.

### Shoot
Sytuacja, w której wrestler lub inna osoba z pełną premedytacją znacznie odbiega od scenariusza, wygłaszając komentarz lub wykonujący niezaplanowane czynności.

### Showing light
Sytuacja, w której ciosy są markowane w nieudolny sposób, tak, że widownia może to dostrzec.

### Signature move
Akcja rozpoznawcza, charakterystyczna dla danego zawodnika.

### Slow burn
Storyline, który rozgrywa się przez dłuższy czas.

### Smark
Fan, który jest bardzo świadomy i zainteresowany akcjami zakulisowymi i niewyreżyserowanymi aspektami wrestlingu. Powstał jako zlepek słów „smart” oraz „mark”.

### Smart
Osoba, która posiada rozległą wiedzę na temat wrestlingu, również od strony biznesowej.

### Spot
Każda zaplanowana akcja lub sekwencja akcji podczas pojedynku.

### Squared circle
Pol. „kwadratowy okrąg”; potoczna nazwa ringu. Patrz: Ring (wrestling).

### Squash
Jednostronna i bardzo krótka walka, zazwyczaj z udziałem gwiazdy i jobbera.

### Stable

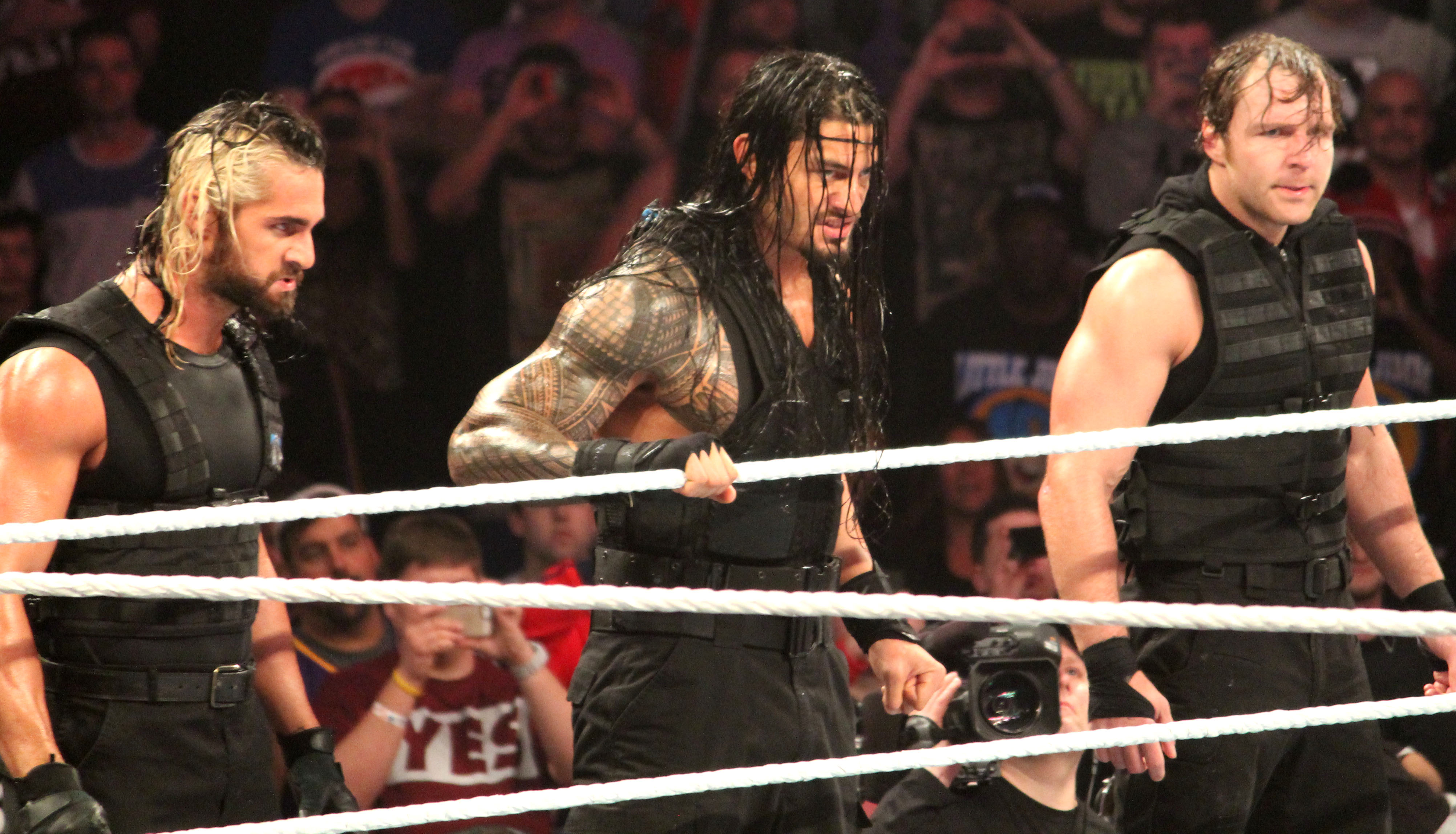
Stable (stajnie) mogą być małymi trzyosobowymi grupami jak The Shield (na obrazku) lub wielkimi ugrupowaniami jak nWo.

Stajnia, drużyna złożona z minimum trzech zawodników, których łączą wspólne cele, sojusze i wrogowie podczas jednego lub kilku storyline’ów.

### Stiff
Świadome lub nieświadome użycie nadmiernej siły niż jest to konieczne podczas wykonywania danej akcji. Często powoduje to ból u rywala.

### Storyline
Scenariusz rozgrywanych wydarzeń.

### Strap
Pas mistrzowski.

### Stretching
Umyślne, nieprawidłowe wykonywanie akcji w celu zadania dużego bólu przeciwnikowi.

### Stipulation
Stypulacja – rodzaj danej walki, dodatkowe zasady dodawane do pojedynku.

### Submission

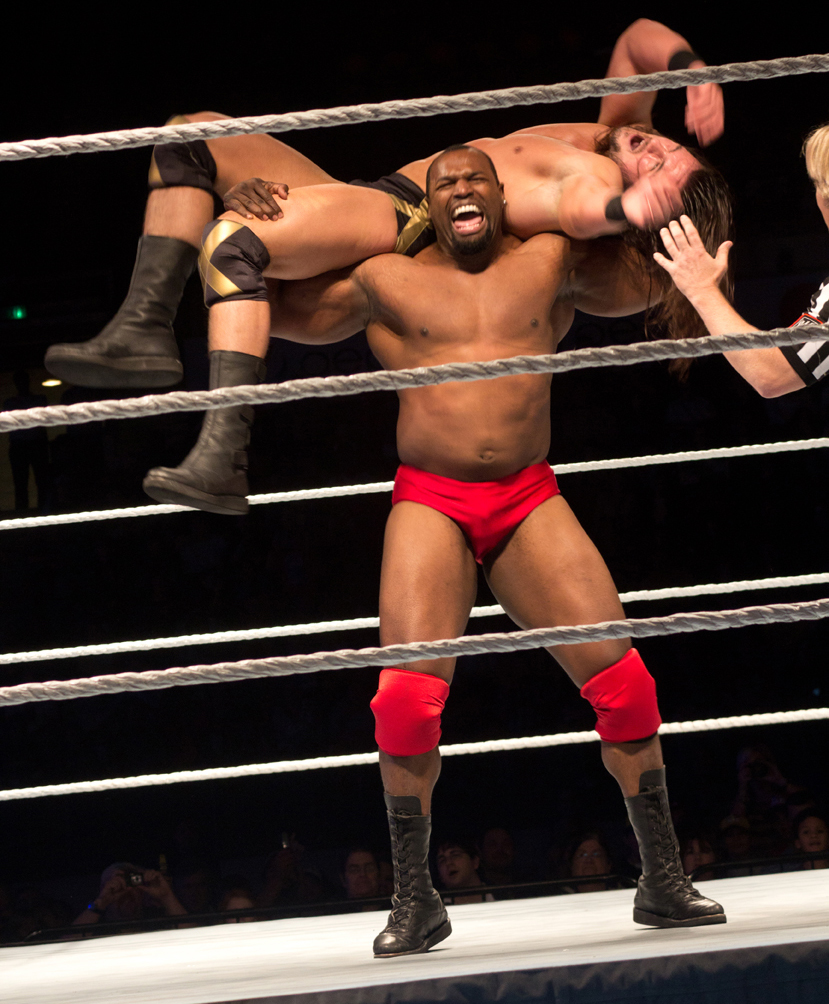
Ezekiel Jackson próbujący wygrać walkę przez submission doprowając Drew McIntyre do poddania się poprzez torturowanie go chwytem Torture Rack.

Poddanie, rodzaj zakończenia pojedynku. Polega na zmuszeniu przeciwnika do poddania poprzez założenie dźwigni na któryś ze stawów rywala.

### Submission hold
Dźwignia, która jest wykorzystywana do zmuszania przeciwnika do poddania.

### Swerve
Nagła zmiana w toczącym się storyline’ie, mająca na celu zaskoczenie fanów. Zazwyczaj jest to turn jednego z zapaśników, który decyduje się dołączyć do swoich dotychczasowych rywali. To z kolei rozpoczyna feud pomiędzy poprzednimi sojusznikami.

## T

### Tag
Zmiana zawodnika podczas walk tag teamów. Jest wykonywana poprzez dotknięcie (najczęściej przybicie piątki) przez zawodników zmieniających się. Zawodnik zmieniany musi w 5 sekund opuścić ring, a w tym czasie może być wykonana jedna akcja zespołowa.

### Tag team

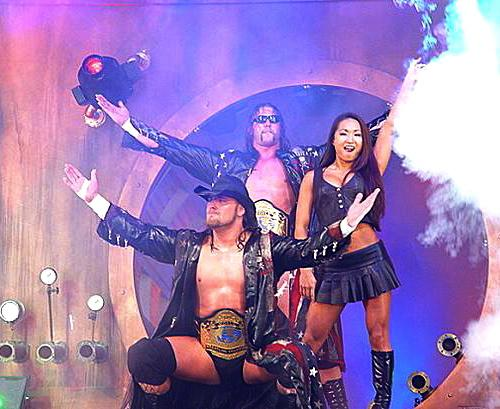
America’s Most Wanted (Chris Harris, James Storm i ich valet Gail Kim), były tag team występujący w TNA.

Drużyna złożona z minimum dwóch zawodników. W walkach tag teamów w ringu znajduje się tylko jeden zawodnik, aż do zrobienia zmiany (tagu).

### Taping
Nagranie gali, która jest emitowana z opóźnieniem w mediach (najczęściej w telewizji).

### Tap out
Ogłoszenie poddania poprzez wielokrotne uderzenie w ring lub w ciało przeciwnika, bądź poprzez ogłoszenie werbalne. Obecnie stosowany „tapout” został wprowadzony do profesjonalnego wrestlingu przez Tazza, a spopularyzowany przez Kena Shamrocka w 1997 roku.

### Taunt
Gest lub okrzyk charakterystyczny dla danego zawodnika.

### Theme song
Motyw muzyczny odtwarzany podczas wejścia zawodnika na ring.

### TitanTron

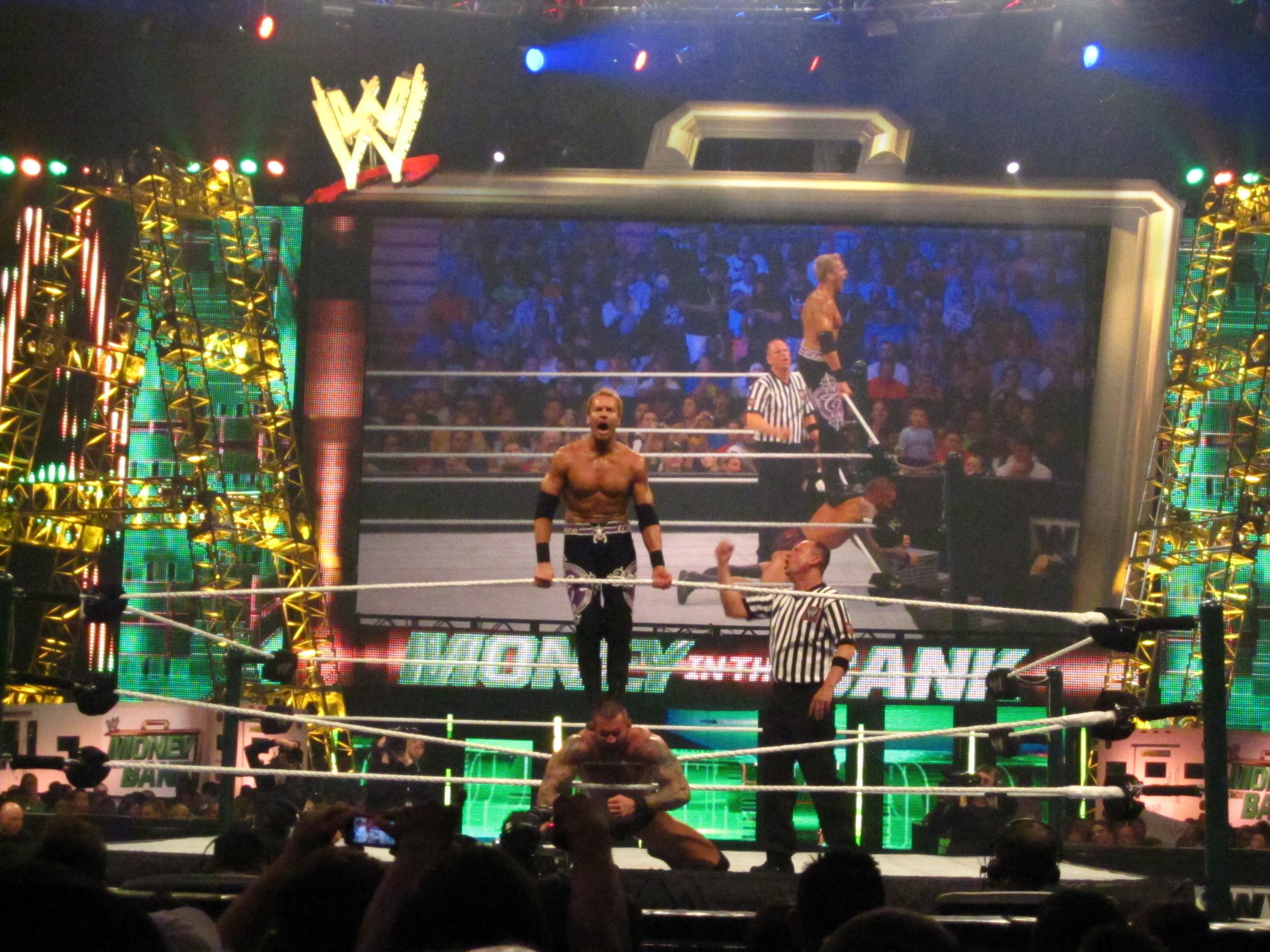
TitanTron (w tle) na Money in the Bank 2011.

Ekran znajdujący się na arenie, który jest używany do wyświetlania filmów, np. podczas wejścia zawodników. Jest to swego rodzaju gra słów, połączenie zwrotów „Jumbo Tron” oraz „Titan Sports”, firmy-matki World Wrestling Federation. TitanTron został zaprezentowany na tygodniówce WWF Raw w połowie lat 90. Szybko został zaadaptowany przez większe federacje.

### Title shot
Walka o pas mistrzowski.

### Transitional champion
Mistrz przejściowy, posiadający pas przez stosunkowo krótki czas, który najczęściej ma za zadanie przekazać niebezpośrednio pas innemu zawodnikowi. Zazwyczaj jest swego rodzaju „buforem” pomiędzy dwoma face’owymi wrestlerami, który ma zapobiec ich bezpośredniej konfrontacji.

### Tryout
Nabory nowych potencjalnych wrestlerów przez federację, podczas których jej pracownicy sprawdzają uczestników pod kątem dotychczasowych umiejętności i zaangażowania.

### Turn
Zmiana heela w face’a lub face’a w heela. Można wyróżnić dwa rodzaje turnów: twardy (mający miejsce nagle, niespodziewanie, w biegu zdarzeń) oraz delikatny (stopniowy, na przestrzeni czasu).

### Turnbuckle
Narożnik ringu, miejsce styku lin, najczęściej osłonione.

### Tweener
Moralnie dwuznaczny wrestler, niebędący ani face’em ani heelem. Określeniem tym można również opisać heela, który otrzymuje cheer od fanów, albo nielubianego przez publiczność face’a, gdy dwóch face’ów lub dwóch heeli konfrontuje się ze sobą.

### Tygodniówka
Określenie gali odbywającej się regularnie co tydzień używane w celu odróżnienia ich od innych, specjalnych wydarzeń. Tygodniówki emitowane w telewizji często są traktowane (między innymi przez WWE i IMDb) jako programy nadawane w odcinkach. Przykładem są gale WWE Raw oraz WWE SmackDown.

## U

### Underdog
Zawodnik słabszy, teoretycznie skazany na porażkę.

### Unification

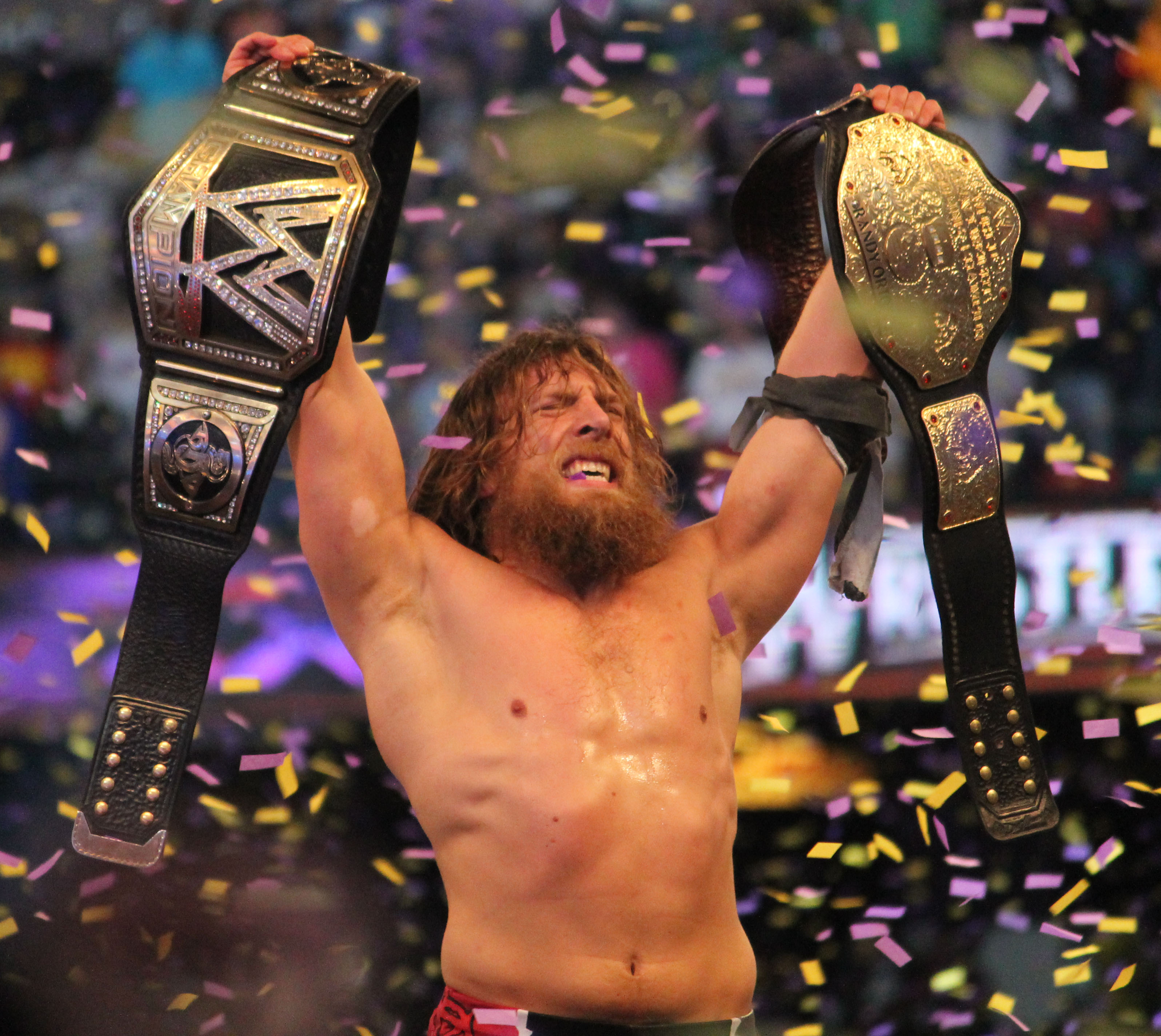
Daniel Bryan w posiadaniu zunifkowanych pasów WWE Championship i World Heavyweight Championship.

Unifikacja – połączenie dwóch lub więcej pasów w jeden tytuł mistrzowski.

## V

### Vacant
Status tytułu mistrzowskiego, którego nie dzierży żaden wrestler lub tag team (wakat).

### Valet

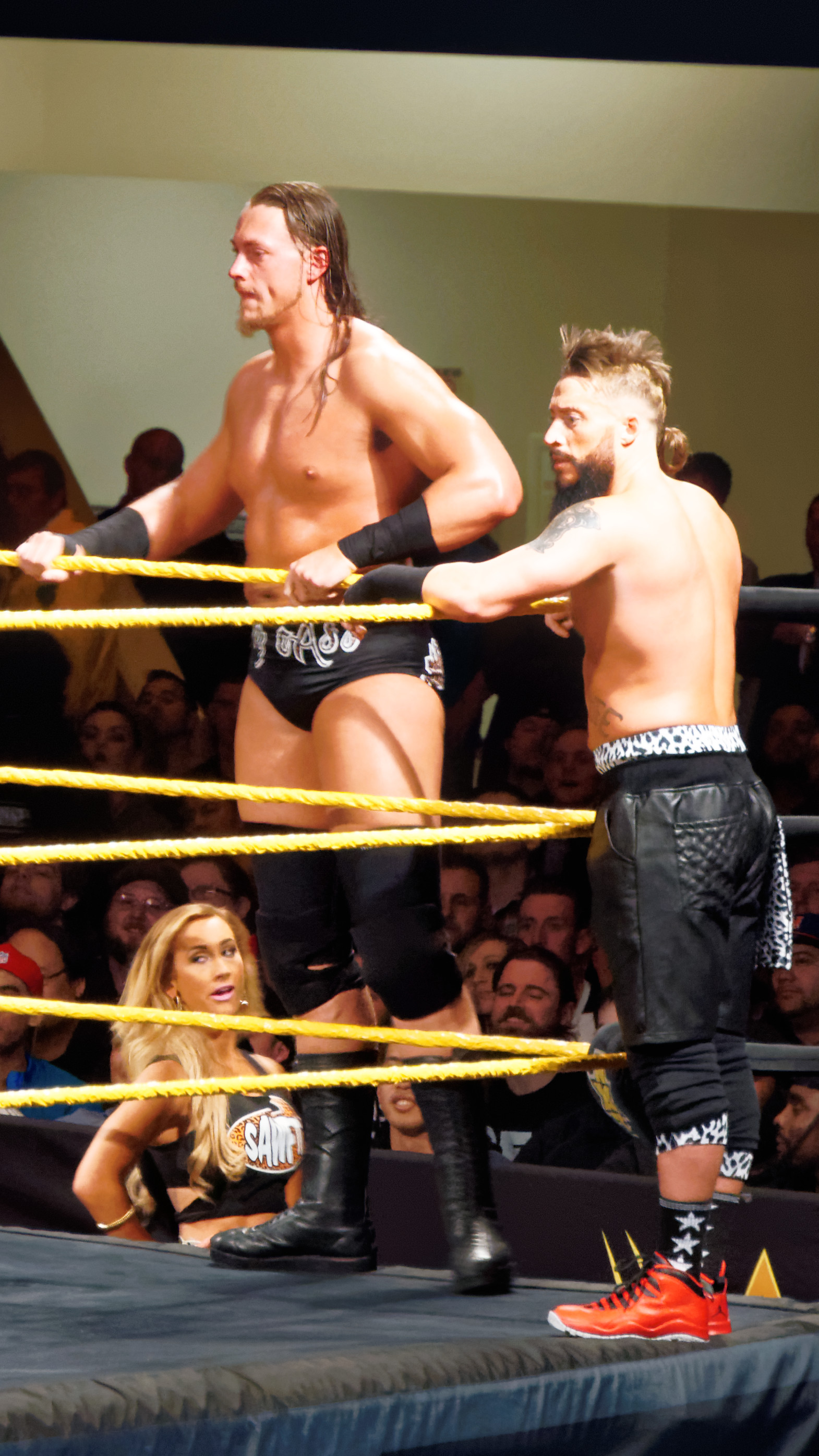
Enzo Amore i Colin Cassady wraz z ich valetem Carmellą.

Osoba, zazwyczaj bardzo atrakcyjna kobieta, która towarzyszy wrestlerowi podczas jego wejścia na ring. Zachęca publiczność do bardziej żywiołowych reakcji lub podburza publiczność, często ingeruje w pojedynek.

### Vignette
Winieta - materiał wideo, który przedstawia postać lub wydarzenie, a jest pokazywany publiczności, aby ją zabawić lub o czymś poinformować. Zazwyczaj jest to materiał służący zaprezentowaniu debiutującej postaci albo by zyskać uznanie fanów przed jej telewizyjnym debiutem.

### Visual fall
Przypięcie, które nie zostało dostrzeżone przez sędziego. Takie zdarzenie ma na celu podniesienie dramaturgii pojedynku.

## W

### Wardrobe malfunction
Określenie przypadkowego odsłonięcia intymnej części ciała w wyniku najczęściej uszkodzenia odzieży (np. trykotu) zawodnika bądź zawodniczki podczas walki.

### Wolny agent
Zawodnik nieposiadający żadnego kontraktu.

### Work
Określenie oznaczające pełne wypełnienia ustaleń scenariusza. Użyte jako czasownik (to work), określenie to oznacza stopniowe atakowanie jednej z części ciała, w celu wywołania kontuzji u przeciwnika, a także oszukiwać i manipulować publicznością.

### Worker
Jedno z określeń wrestlera.

### Worked shoot
Sytuacja, gdy scenariusz przewiduje istnienie zachowania, które ma symulować shoot.

### Workrate
Poziom zaangażowania i umiejętności, jakie wrestler wkłada w walki oraz inne wydarzenia w ringu.

## X

### X signal
Gest używany przez sędziego podczas walki w celu sygnalizacji, że wrestler nie jest zdolny do kontynuowania pojedynku i potrzebuje pomocy medycznej. Sędzia składa ręce w kształt litery „X” i jeśli to potrzebne, wskazuje kontuzjowanego wrestlera. Od kiedy fani znają znaczenie tego sygnału, jest on czasem używany w storyline’ach, aby fani zdołali „kupić” nieprawdziwą kontuzję w rywalizacji.